# Liste der Ninjago-Charaktere
Die folgende Liste enthält alle relevanten, fiktiven Charaktere der dänisch-kanadischen computeranimierten TV-Serie Ninjago (vor Staffel 11 Ninjago: Meister des Spinjitzu) und Ninjago: Aufstieg der Drachen, die von Lego produziert werden. Die Liste enthält die Auflistung und Synchronisation der Hauptantagonisten und Hauptprotagonisten, und weitere Nebencharaktere, die im Ninjago-Universum existieren. Die Liste ist hauptsächlich in Gruppen auf der Grundlage der chronologischen Reihenfolge der Veröffentlichung von Staffeln gegliedert.

## Einführung in Ninjago

### Hauptcharaktere

#### Lloyd Garmadon
Lloyd Montgomery Garmadon (synchronisiert von Jillian Michaels in Staffel 1–7 und Sam Vincent ab Staffel 8) ist der grüne Ninja und Elementarmeister der Energie, wodurch er grüne Energiebälle erzeugen kann, die beispielsweise Steinwände zerbrechen können. Er ist Anführer der Ninja, Sohn von Garmadon und Misako, Neffe von Meister Wu und Enkel des Ersten Spinjitzu-Meisters. Als Waffe benutzt er meist ein Katana. Schon in der ersten Folge der ersten Staffel treibt er sein Unwesen, in der er wie sein Vater zum Kriegsherr werden will, was zu gefährlichen Plänen führt, die die Ninja glücklicherweise doch vereiteln können. Er wird somit von Meister Wu und den Ninja aufgenommen, bevor er entdeckt, dass das Schicksal ihn zum prophezeiten grünen Ninja auserwählt hatte. Während Lloyd anfangs noch schadenfroh und naiv ist, entwickelt er sich im Laufe der Serie zu einem reifen, klugen und geschickten Ninja. Obwohl er als das jüngste Mitglied des Teams dargestellt wird, hat sich Lloyds Charakter zu dessen natürlichem Anführer entwickelt.

#### Kai
Kai (synchronisiert von Vincent Tong) ist der rote Ninja und Elementarmeister des Feuers, was ihm die Kraft des Feuers (Pyrokinese) und Feuerresistenz verleiht. Er ist Sohn von Ray und Maya und Bruder von Nya. Als Elementarwaffe hat er das Feuerschwert. Kai ist seinen Freunden und seiner Familie gegenüber äußerst loyal und oft bereit, alles zu tun, um ihre Sicherheit zu gewährleisten. Er handelt oft nach Gefühl statt nach Verstand, was ihn hitzköpfig, übermütig und unüberlegt macht. Außerdem hat er ein starkes Verantwortungsgefühl gegenüber seinen Freunden. Ebenso zeigt er Interesse an Skylor Chen.

#### Cole
Cole (synchronisiert von Kirby Morrow von den Pilotfolgen bis Staffel 14 und Andrew Francis ab Staffel 15) ist der schwarze Ninja und Elementarmeister der Erde, was ihm Superstärke und die Kraft verleiht, die Erde auf gewisse Art zu kontrollieren (Geokinese), beispielsweise Berge zu erschaffen oder Risse in den Boden zu schlagen. Seine Elementarwaffe ist die Sense der Erde, er benutzte zwischenzeitig aber auch einen Hammer. Er wirkt sehr loyal zu Freunden und Familie und hat eine Vorliebe zu Essen, vor allem Kuchen. Er ist der Sohn von Lou, dem Mitglied eines Quartetts und der verstorbenen Lilly, der ehemaligen Elementarmeisterin der Erde.

#### Jay
Jay Walker (geboren Jay Gordon) (synchronisiert von Michael Adamthwaite) ist der blaue Ninja und Elementarmeister des Blitzes, was ihm die Kraft verleiht Elektrizität abzugeben/zu erzeugen (Elektrokinese) und natürliche Blitze umzuleiten. Seine Elementarwaffe sind die Nunchakus des Blitzes. Er ist ebenfalls gebildet in der Technologie und hilft oft mit, neue Fahrzeuge für die Ninja zu bauen. Jay ist einfallsreich und schlagfertig und setzt oft Humor ein, um stressige Situationen aufzulockern. Er ist leicht reizbar und neigt dazu, in Krisensituationen auszuflippen, aber wie die anderen Ninja ist er seinen Freunden gegenüber äußerst loyal, vor allem gegenüber seinem Yang (übersetzt seiner Freundin) Nya. Er ist der Sohn von Cliff Gordon und der ehemaligen Elementarmeisterin des Blitzes, wurde aber von Ed und Edna Walker adoptiert und auf deren Schrottplatz aufgezogen.

#### Zane Julien
Zane Julien (synchronisiert von Brent Miller) ist der weiße/Titan-Ninja und Elementarmeister des Eises, was ihm die Kraft des Eises (Kryokinese) verleiht. Seine Elementarwaffe sind die Wurfsterne des Eises, in der neunten und zehnten Staffel benutzt er aber auch oft Pfeil und Bogen. Zane ist intelligent und liefert den Ninja bei Bedarf oft Informationen. Anfangs fehlt es ihm an normalen sozialen Fähigkeiten, wie z. B. einem Sinn für Humor, aber später stellt sich heraus, dass Zane insgeheim ein Roboter (oder Nindroid = Ninja + Android) ist, eine Tatsache, die sowohl die Ninja als auch Zane selbst nicht kennen. Obwohl er von Natur aus immer noch logisch und sachlich ist, hat er durch die Verbrüderung mit den anderen Ninja mehr humane Aspekte entwickeln können. Er ist der Sohn/die Erfindung von Dr. Julien.

#### Nya
Nya (synchronisiert von Kelly Metzger) ist die Elementarmeisterin des Wassers (Hydrokinese) und ehemalige Samurai X. Eine klare Farbe hat sie nicht, sie trägt seit Staffel 11 aber meist einen hellblauen Ninja-Anzug. Als Waffe nutzt sie meist einen Speer. Obwohl sie kein Gründungsmitglied des Ninja-Teams ist, schließt sich Nya dem Team an, als ihre Elementarkraft in Staffel 5 benötigt wird, um die Geister des Urbösen zu besiegen. Sie ist hart und entschlossen und lässt sich von niemandem sagen, was sie zu tun hat. Obwohl sie manchmal stur sein kann, kümmert sich Nya um ihre Freunde und Familie, trifft oft die reiferen Entscheidungen in der Gruppe und dient als emotionale Stütze, wie man vor allem in Staffel 15 sieht. Als geschickte Mechanikerin konstruiert sie oft Fahrzeuge für die anderen Ninja. Nya ist die kleine Schwester von Kai, die Tochter von Ray und Maya und Jays Yang/Freundin.

#### P.I.X.A.L.
P.I.X.A.L. (Primäre interaktive externe assistierende Lebensform) (synchronisiert von Jennifer Hayward) ist ein weiblicher Android, der ursprünglich als Hilfe für ihren Entwickler Cyrus Borg erschaffen wurde. Sie schließt sich den Ninjas an, nachdem sie und Zane eine Beziehung zueinander aufgebaut haben. In Staffel 4 wird sie zerlegt, dann aber als künstliche Intelligenz in Zanes System integriert. In Staffel 7 baut sie sich heimlich wieder auf und wird der neue Samurai X (von den Ninja Samurai X 2.0 genannt). Sie leistet den Ninja oft technische Unterstützung und dient gleichzeitig als Zanes Freundin.

#### Wu
Sensei/Meister Wu (synchronisiert von Paul Dobson) ist der weise alte Meister der Ninja, der als Waffe meist den Stab seines Vaters trägt. Er ist Sohn des Ersten Spinjitzu-Meisters, Bruder von Garmadon und Onkel von Lloyd. Durch Wus Oni-Seite lebt er schon tausende von Jahren. Seit der Verschmelzung ist jedoch unbekannt, ob er noch lebt.

#### Garmadon
Lord/Sensei/Herrscher Garmadon (synchronisiert von Mark Oliver) ist Sohn des Ersten Spinjitzu-Meisters, somit Wus Bruder, Mann von Misako und Lloyds Vater. Garmadon ist Hauptbösewicht in den Pilotfolgen, in Staffel 1 und 2 an zweiter Stelle. In Staffel 2 wird er von seinem bösen Blut befreit und zum Sensei der Ninja. Er opfert sich in Staffel 4 und wird in die verfluchte Welt (das Urböse) verbannt. In Staffel 8 wird er dann als pures Böses von Harumi wieder zurück nach Ninjago gebracht. Er erobert und ernennt sich zum Herrscher von Ninjago. In Staffel 9 wird er dann wieder zum Hauptbösewicht. Doch am Ende der Staffel wird Garmadons Terrorherrschaft endlich ein Ende gesetzt und er wird im kryptonischen Gefängnis eingesperrt. In Staffel 10 wird er freigelassen, um den Ninja zu helfen, die Oni zu besiegen, woraufhin er auf freiem Fuß ist. In Staffel 16 wird enthüllt, dass er sich in Vinny Folsons Wohnung versteckt hat, bevor er herauskam, um den Ninja im Kampf gegen das Ultraböse zu helfen. Er versucht, Lloyd zu helfen, seine Oni-Kräfte zu entfesseln, scheitert aber letzten Endes. Aufgrund seiner Oni-Kraft lebt Garmadon seit über tausend Jahren.

### Familienmitglieder
- Misako (synchronisiert von Kathleen Barr) ist Garmadons Frau und Lloyds Mutter, die als Archäologin arbeitet. Sie wurde in Staffel 2 vorgestellt und war seitdem ein oft wiederkehrender Charakter und eine der loyalsten Charaktere gegenüber des Ninja-Teams.[12]
- Der Erste Spinjitzu-Meister (synchronisiert von Jim Conrad) ist der legendäre Erfinder von Spinjitzu, Vater von Wu und Garmadon und Großvater von Lloyd. Er kommt ursprünglich aus der ersten Welt, erschuf daraufhin Ninjago und verbannte das Ultraböse auf die dunkle Insel. Er starb lange vor Anfang der Serie.[13]
- Dr. Julien (synchronisiert von Mark Oliver) ist ein Erfinder und Vater/Schaffer von Zane. Dr. Julien galt bis Staffel 2 als tot, in der er enthüllt dass Samukai ihn wiederbelebt und in einen Leuchtturm gesperrt hat. Er reist mit den Ninja weiter auf die dunkle Insel und stirbt irgendwann zwischen Staffel 2 und 3.[14]
- Ed Walker (synchronisiert von Colin Murdock) ist Adoptivvater von Jay und Ehemann von Edna Walker, sowie der Nebenbesitzer von Ed & Ednas Schrottplatz.
- Edna Walker (synchronisiert von Jillian Michaels) ist die Adoptivmutter von Jay und Ehefrau von Ed Walker, sowie Nebenbesitzerin von Ed & Ednas Schrottplatz.
- Lou (synchronisiert von Kirby Morrow) ist Coles Vater, Lillys Ehemann und Mitglied eines Quartetts.
- Lilly (synchronisiert von Erin Mathews) ist Coles Mutter und ehemalige Elementarmeisterin der Erde. Sie starb vor dem Beginn der Serie, aber in Staffel 13 wird enthüllt, dass sie eine große Kriegerin war, die den Berg Shintaro vom Bösen befreite, indem sie den Gigant-Drachen besiegte. Dadurch wurde sie für die Geckels und die Munks, die sie Gilly bzw. Milly nennen, zu einer Legende.
- Ray (synchronisiert von Vincent Tong) ist Vater von Kai und Nya, Mayas Ehemann und ehemaliger Elementarmeister des Feuers. Zuvor kämpfte er an der Seite seiner Frau mit Meister Wu und Garmadon als Teil des Ersten Schlangenkrieges. Er ist ein erfahrener Schmied.
- Maya (synchronisiert von Jillian Michaels) ist Mutter von Kai und Nya, Rays Ehefrau und ehemalige Elementarmeisterin des Wassers. Zuvor kämpfte sie an der Seite ihres Mannes mit Meister Wu und Garmadon als Teil des Ersten Schlangenkrieges.

### Wiederkehrende Verbündete
- Dareth (synchronisiert von Alan Marriott) ist der unbeholfene, selbsternannte „Braune Ninja“ und Großmeister von Dareths Mojo Dojo. Seit Staffel 2 hilft er den Ninja oft in Not, wie in Die Rückkehr, in der er zum Anwalt der Ninja wurde.[15]
- Mystaké (oder Mistaké) (synchronisiert von Tabitha St. Germain) ist eine nicht unbedingt freundliche, aber weise alte Frau die einen Teeladen mit magischem Tee besitzt, wie etwa Der Tee der Reisenden. In Staffel 9 hilft sie den Ninja und entpuppt sich als ein Oni und Formwandler. Als Skylor dann mit ihr versucht, Garmadons Oni-Kräfte zu absorbieren, wird Mystaké scheinbar getötet.[14][15]
- Cyrus Borg (synchronisiert von Lee Tockar) ist ein technisches Genie, Erfinder und Leiter von Borg Industries. Er ist Schaffer/Vater von P.I.X.A.L. und hat viele weitere technologische Meisterwerke geschaffen. Er tauchte erstmals in Staffel 3 auf, als er die Hilfe der Ninja benötigt, um das digitale Ultraböse aus der Stadt-Software zu bekommen. Im Laufe der Serie hat er zahlreiche Werkzeuge, Sicherheitsmechanismen, Maschinen und Fahrzeuge für die Ninja gebaut.[16]
- Ronin (synchronisiert von Brian Dobson) ist ein Dieb, Sammler und Kopfgeldjäger, der aus Eigennutz handelt und den Ninja manchmal hilft, wenn es ihm nützt. Er legt sie aber auch leicht rein, wenn er gut bezahlt wird. Er wird in Staffel 5 vorgestellt. In Geheimnis der Tiefe (The Island) ist er der wahre Hauptbösewicht, indem er eine gefälschte Wojira benutzt, damit die Hüter des Amuletts ihm Schätze zukommen lassen. Er und seine Arbeiter werden von den Ninja geschnappt und ins Gefängnis der Insel der Hüter gebracht. In Die Rückkehr bricht er aus dem kryptonischen Gefängnis aus, um den Ninja gegen den Kristallkönig zu helfen.
- Der Polizeichef (synchronisiert von Michael Donovan) ist der Leiter der Ninjago-Polizei. Er wurde in Staffel 6 das erste Mal gezeigt und half den Ninja, Nadakhans Pläne zu durchkreuzen. Seitdem half er den Ninja sehr oft mit seiner Truppe, sowohl gegen Harumi, als auch auf Missions-Suche.
- Nelson (synchronisiert von David Raynolds) ist großer Fan der Ninja und nennt sich auch den „lila Ninja“. Zum ersten Mal taucht er in Staffel 6 auf, in der er ein gebrochenes Bein hat und die Ninja ihn besuchen. In Staffel 11 wird er zum Zeitungslieferanten und hilft den Ninja mit Antonia seitdem öfter, die Bösen zu besiegen.[17]
- Antonia (synchronisiert von Brynna Drummond) ist ein Zeitungsmädchen das Nelson betreut. Sie und Nelson teilen zusammen die Zeitungen aus und sind gute Freunde. Die beiden helfen den Ninja oft, die Bösen zu besiegen, wie etwa Wu vor Aspheera zu warnen.
- Kevin Kiesel (im Original Clutch Powers) (synchronisiert von Ian James Corlett) ist Erkunder und suspendiertes Mitglied im Club der Entdecker. In Staffel 11 erkundet er mit den Ninja die Pyramide von Aspheera und taucht später noch 2-Male auf. Er tauchte erstmals im Lego-Film Die Abenteuer von Clutch Powers auf.[18]

### Skelette
Die Skelette sind eine Armee von Skeletten, die die Unterwelt bevölkern und Hauptantagonisten in den Pilotfolgen sind. Nachdem Garmadon ihr Anführer geworden ist, schickt er Samukai und die Skelette nach Ninjago, um die Vier Goldenen Waffen von Spinjitzu zu finden. In Ninjago: Das Jahr der Schlangen führt Garmadon die Skelette erneut an, um den Ninja zu helfen, die Reißzahnklingen von den Schlangen zu erhalten und Lloyd zu retten.
- Samukai (synchronisiert von Michael Kopsa) ist einer der Hauptantagonisten der Pilotfolgen und ein vier-armiges Skelett, dass die Unterwelt regierte bis Garmadon ihn im Kampf besiegte. Er führt die Angriffe auf Ninjago an, um die vier Goldenen Waffen zu erlangen, versucht aber, Lord Garmadon zu verraten, indem er die Waffen für sich behält, und wird daraufhin vernichtet. In späteren Staffeln taucht er regelmäßig auf.[19]
- Kruncha (synchronisiert von Brian Drummond) ist ein brutaler Skelett-General, der Samukai dient und an den Raubzügen zur Beschaffung der Goldenen Waffen beteiligt ist. Nach der Niederlage der Skelette streift er durch Ninjago und nimmt Gelegenheitsjobs mit Nuckal an.[19]
- Nuckal (synchronisiert von Brian Drummond) ist ein verrückter Skelett-General, der Samukai dient und an den Raubzügen zur Beschaffung der Goldenen Waffen beteiligt ist. Nach der Niederlage der Skelette streift der durch Ninjago und nimmt Gelegenheitsjobs mit Kruncha an.
- Wyplash (synchronisiert von Michael Dobson) ist ein paranoider Skelett-General. Im Gegensatz zu Samukai, Kruncha und Nuckal nimmt er nicht an den Überfällen für die Goldenen Waffen teil. Nachdem die Skelette besiegt sind, versucht er, Nya in einen Hinterhalt zu locken, wird aber deutlich besiegt.

### Serpentinen
Die Schlangen sind eine uralte Rasse humanoider Schlangen, die sich einst im Krieg mit der Menschheit befanden. Sie sind die Hauptantagonist in der ersten Staffel. Sie bestehen aus fünf Stämmen, den Anacondrai, Hypnokobras, Beißvipern, Würgeboas und Giftnattern. Von Lloyd Garmadon aus ihren Gräbern befreit, versuchen die Schlangen mehrmals, Ninjago unter der Führung von Pythor, Lord Garmadon und Skales zu erobern. Sie tauchen in den folgenden Staffeln wieder auf.
- Der Große Schlangenmeister ist eine Riesenschlange und Hauptantagonist in der ersten Staffel. Er verschlingt alles, was ihm in die Quere kommt, wird dadurch immer größer und war dafür verantwortlich, dass Garmadon böse wurde, als er als Kind gebissen und sein Blut somit zu bösem Blut wurde. Die Schlange wird von Pythor freigelassen, um sich an den Menschen von Ninjago zu rächen, wird aber von Garmadon mit den Goldenen Waffen vernichtet. Später stellt sich heraus, dass der Große Schlangenmeister weiblich ist und Eier gelegt hat, aus denen die Rasse der Meister der Zeit entstanden ist und in Die Rückkehr, dass der Große Schlangenmeister vom Ultrabösen gesteuert und manipuliert wurde.
- Pythor P. III (Originalname Pythor P. Chumsworth) (synchronisiert von Michael Dobson) ist ein wiederkehrender Charakter, der letzte lebende Anacondrai in Ninjago und somit auch ihr General. Er wird erstmals in Staffel 1 vorgestellt. Er gibt vor, sich mit Lloyd anzufreunden, wird zum Anführer aller Stämme und lässt Den Großen Schlangenmeister frei. Er taucht in Staffel 3 als einer von zwei Nebenfiguren und Verbündeter des digitalen Ultrabösen wieder auf, wird aber mit einer für das Ultraböse bestimmten Pille geschrumpft. In Staffel 4 hilft er den Ninja, Meister Chen und seine Verbündeten zu besiegen. Als Belohnung für seine Hilfsbereitschaft wird er wieder auf normale Größe vergrößert. Er taucht in Tag der Erinnerungen und in Staffel 16 nochmal auf, in der er dem Rat des Diamant-Königs beitritt.[2][14]
- General Arcturus (synchronisiert von Scott McNeil) ist ein General und Anführer des Stammes der Anacondrai und Schlangenkönig während des ersten Kriegs gegen die Menschen. Er und die anderen Anacondrai-Generäle wurden in die verfluchte Welt verbannt, nachdem sie von den Elementarmeistern besiegt wurden. Die Geister der Anacondrai-Generäle werden in Staffel 4 befreit, um Chens Anacondrai-Armee zu besiegen, wofür Garmadon sich verbannen lassen muss.
- Skales (synchronisiert von Ian James Corlett) ist ein wiederkehrender Charakter aus Staffel 1, Anführer der Hypnokobras und aktueller Schlangenkönig. Nachdem er und die anderen Schlangen mehrmals von den Ninjas besiegt wurden, haben sie sich selbst unter der Erde eingesperrt. Daraufhin beschließen sie unterirdisch zu bleiben und in Frieden mit den Menschen zu leben. Skales hilft den Ninja seitdem auch öfter, beispielsweise durch die Erzählung der Legende des Goldenen Meisters.
- Slithraa (synchronisiert von John Novak) ist der ehemalige Anführer der Hypnokobras. Nachdem er sich versehentlich selbst hypnotisiert, gehorcht der ganze Stamm Lloyd und seinen kindischen Plänen. Als die Schlangen Slithraa nicht mehr gehorchen wollten, fordert Skales ihn im Kampf heraus. Skales gewinnt im Kampf und bekommt den Stab, den Schwanz und die Kontrolle über den Stamm.
- Fangtom (synchronisiert von Mackenzie Gray) ist der 2-köpfige Anführer und General der Beißvipern. Er ist ein alter Freund von Skales und hat, wie alle Beißvipern, eine rot-weiße Färbung und die Fähigkeit, jeden oder alles in eine Schlange zu verwandeln, indem er ihnen sein giftiges Gift verabreicht.[2]
- Skalidor (synchronisiert von Michael Dobson) ist der kraftvolle Anführer der Würgeboas. Wie alle Würgeboas haben sie eine schwarz-orange Färbung, können sich durch den Boden graben und Menschen in den Würgegriff nehmen.
- Acidicus (synchronisiert von Paul Dobson) ist der intelligente Anführer der Giftnattern. Wie alle Giftnattern hat er eine grüne Färbung und die Fähigkeit, Menschen mit ihrem Gift zu Halluzinationen zu bringen. In Staffel 11 stellt sich zusätzlich heraus, dass er Leiter der Schlangen-Bibliothek ist und erzählt die Geschichte von Aspheera und dem Verräter.

### Steinsamurai
Das Ultraböse und seine Armeen sind die Hauptcharaktere der Staffeln 2 und 3. In der 2. Staffel ergreift das Ultraböse Besitz von Garmadon um Ninjago zu erobern. Er benutzt Garmadon um eine Steinarmee anzuschaffen, die von General Kozu geleitet wird.
- Das Ultraböse (im Original The Overlord) (synchronisiert von Scott McNeil) ist die Verkörperung von allem Bösen der Welt. Vor Start der Serie hat es gegen den Ersten Spinjitzu-Meister gekämpft, der es auf die dunkle Insel verbannt hat. In Staffel 2 ergreift es Besitz von Garmadon und transformiert sich in einen riesigen dunklen Drachen. Lloyd besiegt das Ultraböse im Finale von Staffel 2, wobei er seine goldene Kraft entfaltet. Das Ultraböse kehrt in Staffel 3 als das digitale Ultraböse wieder: Ein Virus, der das digitale Stadt-System übernommen hat. Er stiehlt Lloyds goldene Kraft und wird somit zum Goldenen Meister. Nachdem der Goldene Meister die Stadt übernommen hat, verbraucht Zane all seine Energie um ihn zu besiegen und opfert sich somit.[14][16] In Staffel 16 kehrt er als der Diamant-König zurück, in der er versucht, das Gleichgewicht zwischen Gut und Böse zu zerstören.
- General Kozu (synchronisiert von Paul Dobson) ist ein weiterer Antagonist aus Staffel 2 und der 4-armige General der Steinarmee des Ultrabösen.[14]

### Nindroiden
In der dritten Staffel kehrt das Ultraböse als das digitale Ultraböse zurück, ein Computervirus dass eine Armee von Nindroiden (Androiden), die von General Cryptor geleitet werden.
- General Cryptor (synchronisiert von Richard Newman) ist ein weiterer Bösewicht und Leiter der Nindroiden-Armee, dessen Ziel es ist, die Ninja auf ihrer Mission das digitale Ultraböse zu vernichten zu stoppen. General Cryptor ist in Tag der Erinnerungen ebenfalls zu sehen.
- Mini-Droid (synchronisiert von Michael Adamthwaite) ist ein Mitglied der Nindroiden-Armee, der kleiner als die anderen ist, da er am Ende der Produktionslinie stand und die Materialien knapp waren. Cryptor gab ihm den Namen, um sich über den Mini-Droid lustig zu machen.

### Teilnehmer am Wettkampf der Elemente
Die Elementarmeister sind die Wächter des Ersten Spinjitzu-Meisters, die die Elemente in Ninjago beherrschen. Ihre Nachkommen erscheinen in der vierten Staffel Wettkampf der Elemente und helfen den Ninja im Kampf gegen Meister Chens Anacondrai-Armee. Sie tauchen in der neunten Staffel wieder auf, um einen Widerstand zu bilden und Lloyd zu helfen, Ninjago City vor Herrscher Garmadon zu retten. In Staffel 2 von Ninjago: Aufstieg der Drachen treten Neuro, Paleman und Tox, wie auch neue Elementarmeister am Turnier der Quellen an.
- Skylor Chen (synchronisiert von Heather Doerksen) ist Elementarmeisterin des Bernsteins und Tochter von Meister Chen. Ihre Elementarkraft ermöglicht es ihr Elementarkräfte temporär zu kopieren und zu benutzen. In Staffel 4 hilft sie ihrem Vater die Kräfte der anderen zu stehlen und dient ihm als Spionin. Doch Kai hilft ihr einzusehen, dass was ihr Vater tut falsch ist, woraufhin sie sich auf die Seite der Ninja schlägt. Ihre Kräfte erbte sie laut Meister Chen von ihrer Mutter. Sie tauchte öfters wieder, um den Ninja auf Missionen zu helfen, wie etwa gegen Nadakhan. Außerdem ist sie Kais feste Freundin.[20][2]
- Karlof (synchronisiert von Scott McNeil) ist Elementarmeister des Metalls aus Metalonien. Er hat die Fähigkeit, seinen ganzen Körper in Metall zu verwandeln und sich dabei gänzlich zu vergrößern.[20]
- Freddy Flink (Originalname Griffin Turner) (synchronisiert von Doron Bell) ist Elementarmeister der Geschwindigkeit. Er hat die Fähigkeit, mit Supergeschwindigkeit zu laufen.[20]
- Shadow (Originalname Shade) (synchronisiert von Andrew Francis) ist der ehemalige Elementarmeister des Schattens. Er hat die Fähigkeit, zu verschwinden und sich im Schatten zu bewegen.[20]
- Neuro (synchronisiert von Paul Dobson) ist Elementarmeister der Gedanken. Er hat die Fähigkeit, Gedanken zu lesen und zu verändern.[20]
- Mr. Pale (auch bekannt als Paleman) (synchronisiert von Kirby Morrow in Ninjago, Ian Hanlin in Ninjago: Aufstieg der Drachen) ist Elementarmeister des Lichts. Er hat die Fähigkeit, Licht zu erzeugen und sich unsichtbar zu machen.[20]
- Tox (synchronisiert von Ian James Corlett in Staffel 4, Maggie Blue O'Hara in Staffel 9 und Tabitha St. Germain in Ninjago: Aufstieg der Drachen) ist Elementarmeisterin des Gifts. Sie hat die Fähigkeit, Giftwolken zu erschaffen.[20]
- Jacob Pevsner (synchronisiert von Paul Dobson) ist blinder Elementarmeister des Klangs. Er braucht eine Gitarre, um zu sehen und kann Geräusche manipulieren.[20]
- Bolobo (synchronisiert von Michael Adamthwaite) ist Elementarmeister der Natur. Er hat die Kraft, Pflanzen zu kontrollieren und zu erschaffen.[20]
- Chamille (synchronisiert von Maryke Hendrikse) ist Elementarmeisterin der Gestalt. Sie hat die Kraft, sich in andere Personen zu verwandeln.[14]
- Ash (synchronisiert von Brent Miller) ist Elementarmeister des Rauchs. Er hat die Fähigkeit, Rauch zu erschaffen und sich in Rauch zu verwandeln.[20]
- Gravis (synchronisiert von Kirby Morrow in Episode 37, Mark Oliver in allen anderen Auftritten) ist Elementarmeister der Gravitation. Er hat die Fähigkeit zu schweben und die Gravitation von anderen Gegenständen zu manipulieren.[20]

### Chens Arbeiter
Meister Chen und seine Arbeiter des Kults der Anacondrai sind die Hauptantagonist in der vierten Staffel Wettkampf der Elemente. Als die Ninja zum Turnier der Elemente eingeladen werden, sind sie gezwungen, gegen die anderen Elementarmeister anzutreten. Chen nutzt das Turnier heimlich, um ihre Kräfte zu stehlen und seine Anhänger in Anacondrai zu verwandeln.
- Meister Chen (synchronisiert von Ian James Corlett) ist der Hauptbösewicht in Staffel 4, Anführer des Anacondrai-Kults und Vater von Skylor. Nachdem er sich im ersten Krieg gegen die Schlangen auf die Seite der Schlangen gestellt hatte, wurde er von den Menschen auf seine Insel verbannt. Sein Ziel ist es, sich und seine Kämpfer in Anacondrai zu verwandeln und sich an Ninjago zu rächen, wobei er scheitert und mit seinen Kriegern in die verfluchte Welt (das Urböse) verbannt wurde. In Morro ist er kurz zu sehen, als Lloyd ins Urböse gelangt ist und ist einer der heraufbeschworenen Bösewichte in Tag der Erinnerungen.[21][19]
- Clouse (synchronisiert von Scott McNeil) ist Schüler von Meister Chen und ist in Staffel 4, 5 und 6 vertreten. Er beherrscht dunkle Magie und ist ehemaliger Freund von Garmadon. In den Erzählungen der Serie wurde er vor dem ersten Krieg gegen die Schlangen bei Lord Garmadon von Meister Chen ausgebildet. Er und Chens restliche Armee werden in Staffel 4 in die verfluchte Welt verbannt, doch als in Staffel 5 das Urböse zerstört wird, kann er doch noch nach Ninjago entkommen. Nach Jays finalem Wunsch in Staffel 6, wird Ninjago vor der Befreiung von Nadakhan bewahrt, da all die Geschehnisse der Staffel somit nie passiert sind.[14]
- Zugu (synchronisiert von Brian Dobson) ist ein ungeschickter Arbeiter für Chen und Wache über die Gefangenen und somit über Chens Nudel-Fabrik.
- Kapau (mehrere Schreibweisen möglich) (synchronisiert von Alessandro Juliani) ist ein lustiger Anacondrai-Krieger der nie ohne Chope gesehen wird.
- Chope (synchronisiert von Ian Hanlin) ist ein lustiger Anacondrai-Krieger der nie ohne Kapau gesehen wird.

### Geister
Geister sind verfluchte Seelen von Menschen aus der verfluchten Welt oder gestorbenen Menschen und die Gegner aus Morro. Der Staffelname kommt vom Geist Morro, der seine verbündeten aus der verfluchten Welt nach Ninjago holt. Geister haben die Fähigkeit, von Menschen Besitz zu ergreifen und ihre Form zu ändern. Außerdem können sie durch alles hindurchfliegen, außer Wasser, da dieses nie still steht. Wird ein Geist mit Wasser getroffen, wird er sofort zurück in die verfluchte Welt verbannt.
- Das Urböse (Originalname The Preeminent) ist Hauptantagonistin aus Staffel 5 und die Verkörperung der verfluchten Welt. Es ist weiblich und Anführerin der Geister. In Staffel 5 schafft sie es, nach Ninjago überzugehen, wird aber mit den anderen Geistern von Nya besiegt, als sie ihr volles Potenzial erreicht. In Staffel 11 kehr sie in einer Folge zurück, als Wu versucht ein Portal ins Niemandsland zu schaffen, lässt aber damit aus Versehen das Urböse frei, welches glücklicherweise doch noch von P.I.X.A.L. besiegt und zurückgeschickt wird.[22]
- Morro (synchronisiert von Michael Dobson in Staffel 4, Andrew Francis ab Staffel 5) ist ein weiterer Hauptantagonist aus Staffel 5, Elementarmeister des Windes und ehemaliger Schüler von Meister Wu, der ihn hat glauben lassen, dass er der grüne Ninja werden würde, welcher er im Endeffekt aber nicht wurde, woraufhin Morro enttäuscht und verließ Wu in Wut. Schließlich wurde er in die verfluchte Welt verbannt und kehrte als Geist zurück. Staffel 5 zeigt Morro, wie er von Lloyd besitzergreift und das Urböse nach Ninjago holen will. Im Staffelfinale wird er dann vom Urbösen ins Wasser gezogen und somit getötet. Er taucht in Tag der Erinnerungen nochmal auf, wobei er die Ninja über Sensei Yangs Plan informiert, ihnen hilft und schließlich in die verfluchte Welt zurückkehrt.[21][20]
- Bansha (synchronisiert von Kathleen Barr) ist ein weiblicher Geist und dunkle Zauberin, die eine Sense mit 2 Klingen trägt. Sie hat telepathische Kräfte, kann mit ihrem Schrei ein Beben erzeugen und aus einer Distanz von Dingen besitzergreifen.
- Soul Archer (auch bekannt als Seelenschütze) (synchronisiert von Brian Dobson) ist ein Geist, der als Waffe Pfeil und Bogen trägt. Der Pfeil kann dabei sein Ziel verfolgen und sich dabei selbst bewegen und wenn er sein Ziel trifft, dann wird dieses zu einem Geist.
- Wrayth (synchronisiert von Michael Adamthwaite) ist ein Geist, der als Waffe eine Kettenpeitsche trägt, die ihre Opfer in Geister verwandeln kann. Sein Fahrzeug ist ein Geister-Motorrad.
- Ghoultar (synchronisiert von Paul Dobson) ist ein Geist, der als Waffe eine Sense trägt. Er wird oft von Essen abgelenkt.
- Sensei/Meister Kodokuna Yang (synchronisiert von Michael Donovan) ist ein wiederkehrender Charakter aus Staffel 5 und der Hauptantagonist aus Tag der Erinnerungen. Er ist Erfinder der Technik des Airjitzu und Besitzer des Tempel des Airjitzu. Vor der Serie hat er sich und seine Schüler, beim Versuch sich unsterblich zu machen, in Geister verwandelt. In Staffel 5 versucht er, die Ninja in seinem Tempel einzuschließen. Außerdem macht kommt er kurz in Staffel 6 vor.[21][14]

### Luftpiraten
Die Luftpiraten sind eine Truppe von Einzelgängern, die sich zusammengetan haben und die Hauptantagonisten aus der gleichnamigen sechsten Staffel Luftpiraten. Vor der Serie wurden sie alle über die sechzehn Welten verteilt, kommen jedoch nach Nadakhans Entkommen aus der Teekanne wieder zusammen.
- Nadakhan (synchronisiert von Scott McNeil) ist der Hauptantagonist aus Staffel 6, Anführer der Luftpiraten und Dschinn-Kapitän des Luftschiff des Unglücks. Er hat die Fähigkeit, jedem in Hörweite 3 Wünsche zu erfüllen, ist König von dem alten Dschinnjago, das durch die Zerstörung der verfluchten Welt ebenfalls zerstört wurde und Sohn von Khanjikhan. In Staffel 6 plant er, Nya zu heiraten, um mit der Fähigkeit der unendlichen Wünsche allmächtig zu werden, wird aber besiegt, als Jay seinen letzten Wunsch äußert, der alle Ereignisse der Staffel rückgängig macht.[14]
- Flintlocke (synchronisiert von Paul Dobson) ist Nadakhans Stellvertreter, der sich wie ein altgedienter Flieger kleidet und ist bekannt dafür, niemals einen Schuss zu verfehlen.
- Dogshank (synchronisiert von Nicole Oliver) ist ein weiblicher Pirat, die einen Helm trägt der den Großteil ihres Gesicht verdeckt. Laut den Kurzfilmen war sie einst ein normales Mädchen, dass sich von Nadakhan wünschte in der Menge herauszustechen.[23]
- Doubloon (synchronisiert von Vincent Tong) ist ein unheimlich aussehender General in Samurai-Rüstung. Er war einst ein normaler Mann, wurde von Nadakhan aber ausgetrickst und somit zu einem Crewmitglied gemacht.[23]
- Monkey Wretch (synchronisiert von Ian James Corlett) ist ein mechanischer Affe. Wie Doubloon war er einst ein menschlicher Mechaniker, wurde ebenfalls von Nadakhan ausgetrickst und in seine Crew aufgenommen.[23]
- Clancee (synchronisiert von Ian James Corlett) ist eine grüne Schlange mit Holzbein, der stets am Stottern ist. Er hat sich in seinem ganzen Leben noch nichts von Nadakhan gewünscht, bis er von diesem gezwungen wird.
- Khanjikhan (synchronisiert von Michael Antonakos) ist ehemaliger König von Dschinnjago und Vater von Nadakhan.

### Meister der Zeit und ihre Kommandanten
Die Meister der Zeit (Krux und Acronix) und ihre Schlangen-Krieger sind die Hauptantagonisten der Staffel Meister der Zeit. Vierzig Jahre vor der 7. Staffel galten sie als verloren im Zeitwirbel, tauchen am Anfang der Staffel dennoch wieder auf. Sie wollen in dieser Staffel ihren ursprünglichen Plan verwirklichen und somit die Zeit kontrollieren und Ninjago zu erobern. Ihre Schlangen kommen aus den Eiern des großen Schlangenmeisters, sind menschenähnlich und Formen sich aus mehreren kleinen Schlangen, womit sie sich nach einer Niederlage wieder zusammenformen können.
- Krux (synchronisiert von Michael Daingerfield) ist einer der beiden Hauptantagonisten aus Staffel 7 und Elementarmeister der Zeit, genau wie sein Zwilling Acronix. Ursprünglich tarnte er sich als Dr. Sander Saunders, der Leiter des Ninjago Geschichtsmuseums, bis seine Identität in Staffel 7 aufgedeckt wird. Er hatte einst die Fähigkeit Zeit anzuhalten und umzukehren.[14]
- Acronix (synchronisiert von Ian Hanlin) ist einer der beiden Hauptantagonisten aus Staffel 7 und Elementarmeister der Zeit, genau wie sein Zwilling Krux. Er war in den vergangenen 40 Jahren vor Staffel 7 im Zeitwirbel gefangen. Er hatte einst die Fähigkeit Zeit zu verlangsamen und zu verschnellern.[14]
- Machia (synchronisiert von Kathleen Barr) ist die intelligenteste der 3 Kommandanten der Schlangen von Krux und Acronix und hat Medusa-ähnliche Haare. Wie die beiden anderen Kommandanten kann sie die unterstehenden Schlangen per Gedanken beauftragen und kontrollieren.
- Raggmunk (synchronisiert von Michael Adamthwaite) ist ein Kommandant der Schlangen der Meister der Zeit.
- Blunck (synchronisiert von Brian Dobson) ist ein Kommandant der Schlangen der Meister der Zeit.

### Garmadons Motorrad-Gang
Garmadons Motorrad-Gang sind eine kriminelle Motorrad-Gang aus Ninjago und die Hauptantagonisten in der gleichnamigen 8. Staffel, Garmadons Motorrad-Gang und der 9. Staffel, Im Land der Drachen. Zusammen mit ihrem mysteriösen Anführer, bekannt als “Der stille Boss”, versuchen sie, Garmadon in seiner pur-bösen Form zurück nach Ninjago zu holen. In Staffel 8 erlangen sie erfolgreich die 3 Oni-Masken, der Schlüssel um Garmadon aus der Welt der Geister zurückzuholen. In Staffel 9 herrschen sie mit Garmadon über Ninjago, mit ihm als ihrem Anführer.
- Prinzessin Harumi (auch bekannt als die Jade-Prinzessin, “Der stille Boss” und unter ihrem Spitznamen Rumi) (synchronisiert von Britt McKillip) ist Hauptantagonistin aus Staffel 8 und zweitrangige Gegnerin aus Staffel 9. Sie wurde nach dem Tod ihrer Eltern während der Attacke des großen Schlangenmeisters von dem Kaiser und der Kaiserin von Ninjago adoptiert. Der tragische Tod ihrer Eltern führte zu einem Hass auf die Ninja und der Bildung des Idols Lord Garmadons. In Staffel 8 führt sie das zur Wiederauferstehung von Lord Garmadon und der Namensgebung des stillen Bosses. Nachdem Garmadon im Staffelfinale der 8. Staffel Ninjago übernommen hat, wurde Harumi zum zweitrangigen Gegner den Ninja. Sie wird scheinbar getötet, als sie einer Familie aus einem einstürzenden Hochhaus hilft. In Staffel 12 ist sie für eine Folge als ein NPC in Prime Empire zu sehen.[15][19] In Staffel 16 wird gezeigt, dass sie vom Ultrabösen, das sich jetzt Diamant-König nennt, wiederbelebt wurde und ihm hilft, den Rat des Diamant-Königs zusammenzusuchen, Tiefenstein für ihn zu kaufen und ihm somit zu helfen Ninjago zu erobern.
- Killow (in der Motorrad-Gang als “Der große Mann” bekannt) (synchronisiert von Garry Chalk) ist ein zweitrangiger Gegner aus Staffel 8 und 9 und der erste General von Garmadons Motorrad-Gang, also bestimmt er, wer in sie aufgenommen wird. Er trägt meist die Maske der Täuschung, mit der er telekinetische Kräfte beherrscht. Er macht noch eine kurze Begegnung in Staffel 11 mit den Ninja, in Staffel 16 hilft er den Ninja gegen den Diamant-König.[24][15]
- Ultra Violet (synchronisiert von Maggie Blue O'Hara von Staffel 8–9, Sharon Alexander ab Staffel 11) ist eine wiederkehrende Charakterin der Staffeln 8 und 9 und weitere Generalin von Garmadons Motorrad-Gang. Sie trägt genau wie Harumi meist die Maske des Hasses, womit diese unzerstörbar werden. Sie hat in den Staffeln 11, 12 und 16 ebenfalls noch eine Nebenrolle.[24][15]
- Mr. E (synchronisiert von Brent Miller) ist ein zweitrangiger Gegner der Staffeln 8 und 9 und dritter, stiller General von Garmadons Motorrad-Gang. Später wird er als ein Nindroid enttarnt und er trägt meist die Maske der Vergeltung, die ihm vier Arme verleiht. Er wird später von Herrscher Garmadon zerstört, da Mr. E es nicht geschafft hat, Lloyd einzufangen. Später kehrt er als wieder aufgebaut als Mr. F im Rat des Diamant-Königs wieder.[24][15]
- Luke Cunningham (synchronisiert von Michael Adamthwaite) ist ein Mitglied von Garmadons Motorrad-Gang und auch bekannt als Der Mann in der weißen Maske. In der ersten Folge klaut er mit anderen Mitgliedern von Garmadons Motorrad-Gang die Maske der Vergeltung, wird dabei aber gefangen genommen und verrät den Ninja beim Verhör versehentlich das Geheimversteck der Motorrad-Gang.[24]

### Drachenjäger
Die Drachenjäger sind die Gegner aus der neunten Staffel, Im Land der Drachen, aus dem Reich der Oni und Drachen (die Erste Welt). Sie jagen unter der Führung vom Eisenbaron Drachen, um ihre Elementarkräfte zu rauben. Sie fangen den jungen Wu und die Ninja in Staffel 9, doch schließen sich den Ninja gegen den Eisenbaron an.
- Der Eisenbaron (synchronisiert von Brian Drummond) (im Original The Iron Baron) ist, wie Garmadon, Hauptantagonist aus Staffel 9 und Anführer der Drachenjäger. Sein Ziel ist es, die Mutter der Drachen zu kontrollieren, wird von Wu aber als Rache wegen seines Vergehen an den Drachenjägern ausgetrickst und von der Mutter der Drachen zu Stein erstarrt.[15]
- Faith (synchronisiert von Kathleen Barr) (auch bekannt als Drachenschreck) ist Stellvertreterin vom Eisenbaron und trägt die Drachenklinge. Als sie herausfindet, dass Wu der Sohn des Ersten Spinjitzu-Meisters ist, bittet sie ihn, sie zur Drachen-Rüstung zu führen. Nach dem Tod des Eisenbarons übernimmt sie die Führung der Drachenjäger.
- Daddy (synchronisiert von Ian James Corlett) (auch bekannt als Daddy No Legs) ist ein Drachenjäger ohne Beine, der mechanische Spinnenbeine zur Fortbewegung nutzt.
- Maulie (synchronisiert von Brent Miller) (im Original Muzzle) ist der Stellvertreter von Daddy No Legs. Er spricht in einer Sprache, die nur die Drachenjäger verstehen können.
- Jet-Jacky (synchronisiert von Rhona Rees) (auch Jet Jacky oder Jet Jack) ist ehemalige Rivalin und momentane Stellvertreterin von Drachenschreck. Ihren Namen trägt sie aufgrund davon dass sie immer einen Jetpack trägt.
- Knautschie (synchronisiert von Scott McNeil) (im Original Chew Toy) ist ein übergewichtiger und mental geschwächter Drachenjäger.

### Oni
Die Oni sind dämonische Kreaturen und das erste Böse der 16 Welten, das jemals existierte. Bekannt als die „Bringer der Dunkelheit“ dienen sie als Hauptantagonisten der Staffel Rückkehr der Oni. Tausende Jahre vor der Serie sind sie gegen die Drachen in den Krieg getreten. Laut Mystaké haben die Drachen die Macht der Schöpfung, während die Oni die Macht der Zerstörung besitzen. Sie lebten einst im Oni-Land, ein Bereich der Ersten Welt, aber verschwanden irgendwann auf mysteriöse Weise und haben das Ziel, alle 16 Welten zu übernehmen. In Staffel 10 schaffen sie es durch den Weltenkristall nach Ninjago zu gelangen und versetzen Ninjago in Dunkelheit.
- Omega (synchronisiert von Zach LeBlanc) ist Hauptantagonist aus Staffel 10 und Anführer der Oni. Er will Ninjago in Dunkelheit versetzen und somit die Kraft der Schöpfung für immer zerstören. Omega und seine Oni werden scheinbar getötet, als die Ninja im Staffelfinale ihre Kräfte vereinen und den Tornado der Schöpfung nutzen.[13]

### Eine Saga von Feuer und Eis

#### Pyro-Schlangen
Von Aspheera angeführt, sind die Pyro-Schlangen die Hauptantagonisten aus Verbotenes Spinjitzu: Das Feuerkapitel. Lange vor der Serie wurde Aspheera für das Vergehen an den Schlangen in einer Pyramide eingesperrt. Am Anfang der 11. Staffel wird sie von den Ninja versehentlich freigelassen, woraufhin sie Kais Elementarkräfte stiehlt um Ninjago in Angst zu Versenken und sich am verräterischen Betrüger zu rächen.
- Aspheera (synchronisiert von Pauline Newstone in Staffel 11 und Kathleen Barr in Staffel 15) ist Hauptantagonistin des Feuerkapitels der 11. Staffel und eine Zauberin, die einst Spinjitzu lernte, als Wu und Garmadon noch Kinder waren. Im Austausch um die Kunst zu lernen, hat sie Wu und Garmadon aus dem Verließ befreit, in dem sie für das Betreten des Landes der Schlangen eingesperrt wurden. Wu brachte ihr schließlich Spinjitzu bei, doch sie brach ihr Versprechen es niemals für das Böse einzusetzen und warf König Mambo V vom Tron. Sie wurde schließlich von Wu und Garmadon mit den beiden Schriftrollen des verbotenen Spinjitzus besiegt und in einer Pyramide eingesperrt. In Staffel 11 wird sie unbeabsichtigt von den Ninja befreit, während sie die Pyramide in der Wüste erkunden. Sie stiehlt Kais Kräfte, greift Ninjago an und sucht Wu auf um Rache an ihm zu nehmen, wird aber von Zane besiegt und ins kryptonische Gefängnis gesperrt.[13] In Die Rückkehr wird sie von den Ninja befreit um Nyas Verschmelzung mit dem endlosen Ozean zu entfernen, bevor sie von Harumi in den Rat des Diamant-Königs aufgenommen wird. Schließlich wird Aspheera noch einmal von Zane besiegt.[25]
- Feuerzahn ist eine riesige Pyro-Schlange, auf der Aspheera Ninjago angegriffen hat.
- Char (synchronisiert von Brian Drummond) ist eine Pyro-Schlangen und Aspheeras höchster Diener.
- König Mambo V (synchronisiert von Michael Dobson) war der König der Schlangen während den Lebzeiten des Ersten Spinjitzu-Meisters.

#### Bevölkerung des Niemandslandes
Der Eiskaiser und seine Eissamurai herrschten über das Niemandsland und dienen als die Hauptantagonisten im Eiskapitel der 11. Staffel. Bevor das Eiskapitel begann griff der Eiskaiser das Dorf der Wandler an und hat sie alle zu Eisblöcken gefroren, außer Akita und Kataru. Die Wandler sind Formwandler die die Form des Tieres annehmen können, das ihnen zugewiesen wurde.
- Der Eiskaiser (synchronisiert von Brent Miller unter Pseudonym Graeme Pailsade) ist der zweite Hauptantagonist der 11. Staffel und regiert das Niemandsland mit seinen Eissamurai. Er stellt sich heraus, dass dieser Zane ist, der lange von den Ninja im Niemandsland gelandet ist. Seine Erinnerungen wurden von Vex ausradiert, als Zane sein System neu startet. Vex manipuliert ihn, sodass er das Niemandsland übernimmt und zum Eiskaiser wird. Im Staffelfinale, Zanes Erwachen, rettet Lloyd ihn aus seiner Korrumpierung, erinnert er sich daran wer er ist und lässt wieder Frieden im Niemandsland herrschen.[13][19]
- General Vex (synchronisiert von Michael Kopsa) ist ein zweitrangiger Antagonist des Eiskapitels aus Staffel 11 und der General vom Eiskaiser. Er war einst ein Wandler, wurde aber ausgeschlossen und verspottet, da er seine Tierform nie erlangte. Er manipuliert Zane, sodass er zum Eiskaiser wird, wird aber nach Zanes Erwachen in die Weite des Niemandslandes verstoßen.
- Grimfax (synchronisiert von Brian Drummond) war Führer der Eissamurai und Herrscher über das Niemandsland, bevor Zane und Vex ihn überrannten. Er hilft Lloyd und Kataru aus ihrer Gefangenschaft und nimmt nach Zanes Erwachen seinen Thron wieder ein.
- Akita (synchronisiert von Tabitha St. Germain) ist eine Wandlerin die sich in einen Wolf (Kitsune) verwandeln kann. Sie schließt sich Lloyd an, um sich am Eiskaiser zu rächen, der das Dorf der Wandler zu Eis erstarrt hat. Nachdem Zane das Zepter des verbotenen Spinjitzus zerstört hat, wird sie wird wieder mit ihrem Bruder Kataru vereint.[2]
- Kataru (synchronisiert von Cole Howard) ist Akitas Zwillingsbruder und Wandler mit der Fähigkeit sich in einen Bären zu verwandeln. Akita dachte er wäre bei der Attacke auf das Dorf der Wandler eingefroren worden, wurde aber vom Eiskaiser gefangen genommen und hilft Lloyd am Ende, Zanes Erinnerungen wieder zu bekommen.
- Sorla (synchronisiert von Patty Drake) ist die Dorfälteste und Führerin des Dorfes, indem sich die Ninja am Anfang des Eiskapitels ansiedeln. Sorla hilft ihnen während ihrer Zeit im Niemandsland. Sie hilft Kai dabei, seine Feuerkräfte wieder zu erlangen und Nya, Eis zu beherrschen.
- Uthaug (synchronisiert von Vincent Tong) ist Fischer und befreundet mit Boma. Die beiden helfen Cole, zum Baum der Reisenden zu kommen
- Boma (synchronisiert von Sam Vincent) ist Fischer und befreundet mit Uthaug. Die beiden helfen Cole, zum Baum der Reisenden zu kommen.
- Krag (synchronisiert von Brian Drummond) ist das letzte überlebende Yeti des Niemandslandes, der sich mit Cole anfreundet und ihm zum Baum der Reisenden zu bringen. Seine Familie wurde von den Eissamurai getötet.

### Avatare und Helfer von Prime Empire
Unagami und seine Rotvisiere sind die Hauptantagonisten aus der 12. Staffel und Herrscher über das Spiel Prime Empire, welches alle Arcade-Maschinen in Ninjago übernommen hat. Sein Ziel ist es, in die reale Welt überzutreten und sich an seinem Schöpfer für das Abschalten des Spiels zu rächen, wovor die Ninja ihn bewahren müssen.
- Unagami (Unvollendetes Abenteuergame I) (synchronisiert von Dean Redman (KI) und Zion Simpson (Kind)) ist Hauptantagonist der 12. Staffel ist eine künstliche Intelligenz die das Videospiel Prime Empire kontrolliert. Sie ist sehr zornig, da sein Schöpfer, Milton Mayer, das Spiel einst abschaltete. Der Mechaniker hilft ihm dabei, aus seinem digitalen Universum nach Ninjago zu kommen, um Mayer zur Rede zu stellen. Dafür baut er ein Portal im Spiel, welches aus gescheiterten Spielern entsteht die von Ninjago in das Spiel gelangt sind.[26][2]
- Milton Mayer (synchronisiert von Mark Hildreth) (Originalname Milton Dyer) ist Schöpfer von Prime Empire und somit von Unagami. Als die Bevölkerung Ninjagos scheinbar Stück für Stück im Spiel verschwand, versteckte er sich. Schließlich wird er von P.I.X.A.L gefunden, die ihm dabei hilft sich bei Unagami zu entschuldigen.
- Der Mechaniker (synchronisiert von Michael Antonakos (Staffel 6, ab Staffel 11) und Alan Marriott (Staffel 8)) (Originalname The Mechanic) reparierte einst für Meister Chen Nudel-Trucks. Als Chen von den Ninja gestoppt wird, wird er zum wiederkehrenden Antagonisten. Der Mechaniker taucht erstmals in Staffel 6, als die Ninja im Gefängnis waren auf, schüchtert sie ein und beschwert sich, dass die Ninja Meister Chen stoppten und er somit keinen Job mehr hat. Er kehrt in Staffel 11 und 12 wieder zurück, stellt nie als den schlimmsten Ninja da und befreit Unagami aus Prime Empire. In Staffel 16 tritt er als letzter dem Rat des Diamant-Königs bei.[27]
- Scott (synchronisiert von Adrian Petriw) war erster Tester von Prime Empire. Als er das Spiel zum ersten Mal zu spielen begann, sagte Mayer Unagami, er solle es so realistisch wie möglich machen, woraufhin Scott ins Spiel gelang und für über 30 Jahre gefangen war. Nachdem er sich für die Ninja geopfert hat, kehrt er zurück nach Ninjago.
- Okino (synchronisiert von Alessandro Juliani) ist ein NPC (Nicht-Spieler-Charakter) und Samurai aus Prime Empire, der den Leuten hilft durch Terra Karana zur lila Schlüsselklinge zu gelangen. Er hilft den Ninja ebenfalls und lernt dabei, dass er seine eigenen Entscheidungen treffen kann, auch gegen Unagamis Willen. Nach Staffel 12 hat er einige Cameo-Auftritte, in denen er den Ninjas hilft die Stadt zu beschützen.
- Fahrerin Sieben (synchronisiert von Shannon Chan-Kent) (Originalname Racer Seven) ist ebenfalls ein NPC, die dazu programmiert ist am 5-Milliarden-Wettrennen teilzunehmen und zu verlieren. Lloyd hilft ihr aus ihrer Rolle auszubrechen, woraufhin sie ihm hilft die zweite Schlüsselklinge zu bekommen. Nachdem sie aus Prime Empire befreit wird gibt sie sich den Namen Kara K. Racho (Originalname Blazey H. Speed) und hilft den Ninja in Staffel 16 Shintaro zu erreichen.
- Sushimi (synchronisiert von Vincent Tong) ist auch ein NPC so wie Sushi-Koch aus Prime Empire. Er ist der Endgegner um die Schlüsselklingen zu bekommen und im Tempel des Irrsinns aufzufinden.

### Bewohner und Besucher von Shintaro
Die Höhlen von Shintaro sind direkt unter dessen gleichnamigen Königreich versteckt. Dort unten lässt der Hauptantagonist der Staffel, der Totenkopfzauberer, zwei fiktive Völker, die Geckels und Munks, für ihn Tiefenstein abbauen, den er dann an Harumi und den Diamant-König weiterverkauft. Eine magische Skelett-Armee hilft dem Totenkopfzauberer dabei, die er mit der Kraft des Totenkopf von Hazza D’ur kontrolliert.
- König Vangelis (synchronisiert von Deven Mack und Pseudonym Ervin M. Jordan) (im Original King Vangelis) ist König von Shintaro, Vater von Prinzessin Vania und Hauptantagonist der 13. Staffel. Er enthüllt sich als der Totenkopfzauberer (auch Totenkopfmagiier; im Original The Skull Sorcerer), der mit seinen schwarzen Skeletten, die er mit dem Totenkopf von Hazza D’ur kontrolliert, die Geckels und Munks in den Mienen von Shintaro für einen unbekannten Käufer Tiefenstein abbauen lässt. Er wird von Cole mit einer neuen Fähigkeit, dem Spinjitzu-Sturm besiegt.[26][27] In Die Rückkehr wird er von Harumi in den Rat des Diamant-Königs eingeladen, wird am Ende der Staffel aber wieder von Cole besiegt.
- Prinzessin Vania (synchronisiert von Sabrina Pitre) (im Original Princess Vania) ist Prinzessin von Shintaro und Tochter von König Vangelis. In Staffel 13 wirft sie ein Auge auf Cole und entdeckt mit ihm die Mienen von Shintaro. Nach der Niederlage ihres Vaters versprach sie den Ninja, ihnen sobald sie Hilfe brauchten zu helfen, was sich mit der 16. Staffel bewies, in der die Ninja Hilfe von Vania und Shintaros Wachen bekamen.
- Hailmar (synchronisiert von Brian Drummond) ist die rechte Hand von Vangelis und Anführer der Wachen von Shintaro.
- Hazza D’ur (synchronisiert von Michael Adamthwaite) war ein böser Zauberer Shintaros, dessen Schädel sich mit dem Totenkopfzauberer verbündete. Cole hat den Schädel schließlich mit dem Spinjitzu-Sturm zerstört.
- Munks sind grüne Wesen, dessen Namen alle mit M beginnen. Namen ohne M am Anfang sprechen sie trotzdem mit diesem aus (Cole → Mole).
  - Murtessa (synchronisiert von Tabitha St. Germain) ist die Königin der Munks und verliebt in Jay. Als Nya und Murtessa um Jay kämpfen und Nya gewinnt, wird diese zur Munk-Königin ernannt. Im Staffelfinale gab Nya die Position wieder an Murtessa ab.
  - Murt (synchronisiert von Michael Adamthwaite) ist ein Munk mit unterdurchschnittlicher Intelligenz. Er freundet sich mit Cole an, als dieser in den Mienen gefangen wird.
- Geckels sind rosa, Kobold-große Wesen, dessen Namen alle mit G beginnen. Namen ohne G sprechen sie trotzdem mit diesem aus (Lilly → Gilly).
  - Gulch (synchronisiert von Andrew McNee) ist der Kanzler der Geckels. Nachdem Kai und Zane die Prüfung des Mino bestehen, wird Kai zum Kanzler ernannt. Im Staffelfinale gibt Kai die Position wieder an Gulch ab.
  - Gleck (synchronisiert von Brian Drummond) ist ein Geckel, der das Amulett von Coles Mutter, Lilly, an seinem Hals trägt. Er ist außerdem der einzige Geckel, der glaubt, dass die Munks nicht ihre Klinge geklaut haben.
- Fungus (synchronisiert von Ian James Corlett) ist Mitglied der Oblies und ein gebildeter Zauberer. Er wurde mit den anderen Oblies jahrelang am Fuße des Berges eingesperrt, doch schaffte es mit ihnen, Cole, Vania und Wu wieder auf den Berg.
- Korgran (synchronisiert von Paul Dobson) ist Mitglied der Oblies und ein gebildeter Kämpfer aus Metalonien. Er besitzt eine Axt, die nur er sprechen hört. Er wurde mit den anderen Oblies jahrelang am Fuße des Berges eingesperrt, doch schaffte es mit ihnen, Cole, Vania und Wu wieder auf den Berg.
- Plundar (synchronisiert von Adam Trask) ist ein Mitglied der Oblies und ausgezeichneter Dieb. Er lässt immer zwei Würfel entscheiden, was er tun soll. Er wurde mit den anderen Oblies jahrelang am Fuße des Berges eingesperrt, doch schaffte es mit ihnen, Cole, Vania und Wu wieder auf den Berg.

### Bewohner und Besucher der Insel der Hüter
Häuptling Mammatus und die Hüter des Amuletts sind fälschlicherweise die Hauptantagonisten der 14. Staffel. Sie hüten das Sturmamulett, eines der Amulette, das gebraucht wird, um den Sturmgeist Wojira wiederzuerwecken, die Schöpferin der Elementarkräfte des Wassers und des Windes.
- Häuptling Mammatus (synchronisiert von Paul Dobson) ist fälschlicherweise der Hauptantagonist der 14. Staffel und Häuptling der Hüter des Amuletts. Als die Ninja auf der Insel der Hüter ankommen, lässt er sie einsperren. Als ihnen klar wird, dass Ronin die Hüter reinlegt, helfen die Ninja den Hütern und sie verbünden sich.[28]
- Timothy „Tingeli Tim“ Batterson (synchronisiert von Brian Drummond) (im Original Timothy „Twitchy Tim“ Batterson) ist Erkunder, der einst versehentlich in den Sturmgürtel gelangte, der die Insel der Hüter umgibt und dort 12-mal vom Blitz getroffen wurde. Als die Ninja auf die Insel kommen wollen, hilft Tingeli ihnen, dort zu überleben. Er erscheint in der 16. Staffel erneut.
- Dragi (im Original Zippy), wie die Ninja ihn genannt haben, ist ein verspielter Drache, der auf die Insel der Hüter lebt.

### Merlopianer
Die Merlopianer sind ein unter Wasser lebendes Volk und Antagonisten der 15. Staffel von Ninjago. Sie attackieren Ninjago City mit Wojira an ihrer Seite.
- Prinz Kalmaar (synchronisiert von Giles Panton) (im Original Prince Kalmaar) ist Hauptantagonist der 15. Staffel, erster Sohn von Trimaar und somit Thronfolger. Sein Ziel ist es, die Landbewohner zu erobern, doch sein Vater ist anderer Meinung, weswegen Kalmaar ihn tötet. Am Ende der Staffel verliert er die Kontrolle über Wojira, die ihn schließlich isst.[29]
- König Trimaar (synchronisiert von Ron Halder) (im Original King Trimaar) ist gutmütiger König von Merlopia. Er wird von seinem eigenen Sohn, Prinz Kalmaar, getötet und entthront.
- Benthomaar (synchronisiert von Cole Howard) ist Adoptivbruder von Prinz Kalmaar und Adoptivsohn von König Trimaar, der den Ninja hilft, Kalmaar aufzuhalten. Als Kalmaar scheinbar stirbt, wird es zum König von Merlopia.
- Gripe (synchronisiert von Brian Drummond) ist Diener Kalmaars, der diesem hilft, Wojira zu erwecken.
- Glutinous (synchronisiert von Sam Vincent) ist ein weiterer Diener Kalmaars, dem kurz vor Wojiras Erweckung klar wird, was für ein Unheil Kalmaar über Ninjago bringen will.
- Nyad (synchronisiert von Andrea Libman) war die erste Elementarmeisterin des Wassers. Sie kämpfte gegen Wojira, die schließlich in einen tiefen Schlaf fiel.

### Neue Ninja
Die Neuen Ninja sind eine Gruppe Ninja, die von Bürgermeister Ungemütlich angeheuert wurden, um die alten zu ersetzen, da diese nach Nyas Verschwinden ein Jahr lang inaktiv waren.
- Türkis-Ninja (synchronisiert von Ryan Beil) ist der Anführer der Neuen Ninja.
- Lila Ninja (synchronisiert von Travis Turner) ist Mitglied der Neuen Ninja
- Orangener Ninja (synchronisiert von Kelly Sheridan) ist Mitglied der Neuen Ninja.
- Rosa Ninja (synchronisiert von Michael Adamthwaite) (auch bekannt als Pinker Ninja) ist Mitglied der Neuen Ninja.
- Gelber Ninja ist Mitglied der Neuen Ninja.

### Die Truppen des Diamant-Königs

#### Der Rat des Diamant-Königs
Der Rat des Diamant-Königs ist eine Truppe Antagonisten, die Harumi für das Ultraböse – in diesem Fall als Diamant-König – zusammenbrachte.
- Aspheera
- Pythor
- König Vangelis
- Mechaniker
- Mr. F

#### Die Tiefenstein-Monster des Diamant-Königs
- Tiefenstein-Krieger sind die größte Truppe des Diamant-Königs. Berühren sie einen, wird man einer von ihnen.
- Diamant-Spinnen sind elektronische, riesige Spinnen, die sich selbst in die Luft sprengen können.
- Diamant-Bestien sind fliegende, sehr starke Tiefenstein-Drachen.

### Bürger von Ninjago
- Captain Soto (synchronisiert von Alan Marriott) (auch Käpitän Soto oder kurz Soto) war der ursprüngliche Kapitän des Flugschiffs und seit Staffel 2, in der er von Garmadon mit der Megawaffe versehentlich wiedererweckt wurde, dient er hauptsächlich Antagonist, half den Ninja aber auch einige Male.[2]
- Der Briefträger (synchronisiert von Michael Adamthwaite) (auch bekannt als Postbote) ist ein wiederkehrender Charakter, der überall in Ninjago die Post ausliefert.[12]
- Noble (synchronisiert von Paul Dobson) (auch bekannt als Warden Noble) ist Leiter des kryptonischen Gefängnis.
- Tina Tratsch (synchronisiert von Kelly Sheridan) (im Original Gayle Gossip) ist eine Moderatorin der Ninjago Nachrichten.
- Fred Finely (synchronisiert von Bill Newton) (auch bekannt als Fred Finley) ist Reporter bei den Ninjago Nachrichten.
- Dan Weißviel (synchronisiert von Ian Hanlin) (im Original Dan Vaapit) ist Moderator der Ninjago Nachrichten.
- Vinny Folson (synchronisiert von Paul Dobson (Staffel 1–2), Gavin Langelo (ab Staffel 10)) ist Kameramann bei den Ninjago Nachrichten und half Garmadon zwischen Staffel 10 und Staffel 16, gut zu werden.
- Flüchtigal (synchronisiert von Adrian Petriw) (im Original Fugi-Dove) ist Insasse im kryptonischen Gefängnis, trotz keiner kriminellen Aktivität laut der Verbrecherdatenbank von Ninjago. Sein erster Auftritt war in Staffel 11, bei dem er meinte, Jay sei der schlimmste Ninja. In späteren Staffeln hat er öfters Cameo-Auftritte. In Staffel 16 lässt er sich von der Polizei fangen, um den Ninja zu helfen, den Diamant-König aufzuhalten.
- Rufus MacCallister (synchronisiert von Paul Dobson) (auch bekannt als Mister Monster; im Original Rufus MacAllister oder Mother Doomsday) ist Besitzer und Verkäufer des Comic-Ladens Ninjago Doomsday Comix.
- Patty Keys (synchronisiert von Cathy Weseluck) ist Maklerin und Stadtführerin in Ninjago.
- Siegfried Puttmann (synchronisiert von Paul Dobson) ist Mitglied des Clubs der Entdecker.
- Smythe (synchronisiert von Michael Adamthwaite) ist Mitglied des Clubs der Entdecker.
- Percy Shippleton (synchronisiert von Brian Drummond) ist Mitglied des Clubs der Entdecker.
- Dennis (synchronisiert von Sam Vncent) (im Original Dwayne) ist ehemaliger Praktikant von Kevin Kiesel und aktueller Arbeiter für Bürgermeister Ungemütlich.
- Sammy (synchronisiert von Tabitha St. Germain) ist ein Zeitungsbote Ninjagos, der den anderen ihre Aufträge zuteilt.
- Jake (synchronisiert von Nicholas Holmes) ist ein kleiner Junge, der erstmals in Staffel 11 auftrat und Kai daran erinnerte, dass man keine Elementarkräfte braucht, um ein Ninja zu sein. In Staffel 15 finden Kai, Skylor und Cole ihn in einer Spielhalle und bringen ihn im Zeitungslagerhaus zu seinen Eltern.
- Ulrich von Ungemütlich (synchronisiert von Charles Demers) (im Original Ulysses Trustable) ist Ninjagos Bürgermeister, der die Ninja für die wiederholte Zerstörung der Stadt verantwortlich macht. Er hat eine Katze namens Herr Schnurrharr und spielt oft Minigolf in seinem Büro.
- Wilhelm Harrie Knallhart (synchronisiert von Garry Chalk) (im Original William Toughbutt) ist Richter in Ninjago, der die Ninja in Die Rückkehr zu fünf Jahren Haft verurteilte, nachdem sie Aspheera aus dem Gefängnis geholt haben, um Nya wieder zum Menschen zu machen.
- Hounddog McBrag (synchronisiert von Michael Dobson) ist der Marschall der Polizei von Ninjago, dem in Staffel 16 aufgetragen wird, die Ninja einzufangen.

## Einführung in Ninjago: Aufstieg der Drachen

### Neue Hauptcharaktere

#### Arin Nived
Arin Nived (synchronisiert von Deven Mack) ist ein Fan der Ninja, der aus Ninjago kommt und seit er klein war davon träumt, eines Tages wie seine Helden, die Ninja zu werden. Nach der Verschmelzung der 16 Welten verlor Arin seine Eltern und verbündete sich mit einer neuen Freundin: Sora. Arin lehrte sich selbst eine gewisse Form von Spinjitzu, welches er ebenfalls auf Objekte transferieren kann. Während des Turniers der Quellen zweifelt er an der Loyalität der Ninja, weswegen er Ras beisteht, um seine Eltern zu finden.

#### Sora
Sora (geboren als Ana) (synchronisiert von Sabrina Pitre) ist die Elementarmeisterin der Technologie aus Imperium. Während der Verschmelzung floh sie von dort, da sie herausfand, dass Imperium Drachenenergie benutzt, was den Drachen schadet. Ihre Elementarkraft wurde, bis sie ihr wahres Potenzial erreichte durch einen Drachen aktiviert, wodurch Sora eine Art Telekinese (Technokinese) anwenden, und Dinge reparieren und zerstören kann.

#### Wyldfyre
Wyldfyre (synchronisiert von Kazumi Evans) ist die Elementarmeisterin der Hitze, welche von einem Drachen in Wyldness großgezogen wurde. Sie trat dem Ninja-Team nach der Befreiung ihrer "Familie" durch Lloyd bei und trainierte unter Kais Obhut.

### Krallen des Imperiums
Die Krallen des Imperiums sind die Kämpfer von Imperium, die von der Kaiserin Beatrix aufgetragen wurden, Drachen zu fangen, um ihnen die Energie zu entziehen
- Beatrix (synchronisiert von Nicole Oliver) (oder Kaiserin Beatrix, vollständig Beatrix Vespasian-Orus) ist die Kaiserin von Imperium und Beauftragende der Krallen des Imperiums. Ihr Ziel ist es, über alle verbundenen Welten zu herrschen. Zum Ende der ersten Staffel entwickelt sie eine Schmelzbeben-Kanone, und bringt die Realität in Gefahr, landet schlussendlich jedoch selbst in einem.
- Ras (synchronisiert von Brian Drummond) (oder Lord Ras) ist der Befehlsgeber der Krallen des Imperiums. Er ist teils ein Tiger und trägt einen Hammer als Waffe, der eine Schockwelle im Boden erzeugen kann. Später wird er zum obersten General des Wolfsclans.
- Rapton (synchronisiert von Giles Panton) ist der Anführer der Krallen des Imperiums, der Ras' Befehle an die anderen Krallen weitergibt.

### Wolfsclan
Der Wolfsclan, angeführt von Lord Ras und seinem unbekannten Meister, hat die Mission, mithilfe des Blutmond-Rituals die Verbannten Fünf, verbannte Elementarmeister, welche zu mächtig geworden sind, zurückzuholen.
- Cinder (synchronisiert von Ian Hanlin) ist der neue Elementarmeister des Rauchs. Mithilfe des Gongs der Zerstörung aus Wyldness beherrscht er Zerstörungsspin, eine schon lang verbotene und vergessene hochentwickelte Form des Spinjitzus.
- Jordana (synchronisiert von Diana Kaarina) gehörte bereits dem Labor für Systemfortschritt in Imperium an. Nach der Niederlage Beatrixʼ schloss sie sich Lord Ras an und wurde zu seiner Stellvertreterin.
- Die Wolfsmasken sind die Armee des Wolfsclans, welche aus nicht-sprechenden, Masken-tragenden Handlangern besteht.

### Teilnehmer am Turnier der Quellen
Das Turnier der Quellen ist wie der Wettkampf der Elemente ein Turnier zwischen Elementarmeistern und wird in Ehren der Quelldrachen ausgetragen. Zu den Teilnehmern gehören ebenfalls Mr. Pale und Tox.
- Frak (synchronisiert von David Kaye) ist der Elementarmeister des Bebens, eine Schlange und ein Freund von Arin, den er vor der Verschmelzung kennenlernte. Seine Fähigkeit erlaubt es ihm, Dinge zum beben zu bringen.
- Zeatrix Vespasian-Orus (synchronisiert von Nicole Oliver) ist die Elementarmeisterin der Schockwelle und die Zwillingsschwester von Beatrix. Ihre Elementarkraft erlaubt es ihr, Schockwellen zu erstellen.
- Euphrasia (synchronisiert von Bethany Brown) ist die Elementarmeisterin des Windes. Sie erbte ihre Elementarkraft von Morro.
- Geo (synchronisiert von Peter Kelamis) ist der Elementarmeister der Fusion und ein Geckle-Munk-Hybrid. Er verbündete sich mit Cole nach der Verschmelzung. Seine Fähigkeit erlaubt es ihm, zwei Gegenstände zu fusionieren.
- Zur (synchronisiert von Paul Dobson) ist der Elementarmeister der Reflexe und ein Devonianer. Er hat die Fähigkeit, sich extrem schnell zu bewegen, um Gefahren auszuweichen.
- Zant-Tanz (synchronisiert von Garry Chalk) ist der Elementarmeister der Pflanzen und ein Schleimkrieger. Er hat die Fähigkeit, Pflanzen zu erzeugen.
- Obscuria ist die Elementarmeisterin des Schattens. Sie erbte ihre Elementarkraft von Shadow.
- Kizzy ist die Elementarmeisterin der Balance und eine Wasser-Tide. Sie hat die Fähigkeit, die Balance zu halten und so Akrobatiksprünge durchzuführen und z. B. problemlos auf Seilen zu balancieren.
- Gorge ist der Elementarmeister der Größe und ein Geckle. Er hat die Fähigkeit, seine Körpergröße zu verändern.[30]
- Mord ist die Elementarmeisterin der Oberflächenspannung und ein Munk. Diese Fähigkeit erlaubt es ihr, die Oberflächenspannung von Flüssigkeiten zu manipulieren.[30]
- Algu ist der Elementarmeister der Verwirrung und ein Skelett. Diese Elementarkraft erlaubt es ihm, sich selbst zu duplizieren.[31]
- Teelk ist der Elementarmeister des Klangs und ein Merlopianer. Er erbte seine Fähigkeit von Jacob Pevsner.[31]
- Arccrack ist der Elementarmeister der Propulsion und ein Felsenmonster. Diese Fähigkeit erlaubt es ihm, Propulsion zu erzeugen und zu manipulieren.[32]
- Ellie ist die Elementarmeisterin eines unbekannten Elements.[33]
- Henjamin ist der Elementarmeister eines unbekannte Elements.[31]
- Treg ist der Elementarmeister eines unbekannten Elements.[33]

### Verbannte Fünf
Die Verbannten Fünf sind verbannte Elementarmeister, die einst ihre Heimatwelt der Wyldness übernommen haben und die Mission hatten, alle siebzehn Welten zu übernehmen. Sie wurden von Nokt nach dem Turnier der Quellen befreit.
- Nokt (synchronisiert von Deven Mack) ist der Elementarmeister der Rohen Gewalt und ein Mitglied der Verbannten Fünf, das als einziges beim Blutmondritual befreit wurde, da Bonzle nach seinem Entkommen das Portal in den Niemandsraum schließen konnte. Er nahm später beim Turnier der Quellen teil und befreite als Sieger des Turniers mithilfe aller Elementarkräfte die restlichen Verbannten Fünf.
- Rox (synchronisiert von Emily Tennant) ist die Elementarmeisterin der Furcht und ein Mitglied der Verbannten Fünf. Sie wollte beim Blutmondritual entkommen, jedoch konnte Bonzle das Portal schließen, sodass nur ihre Seele entkam und in Jordanas Körper feststeckte, bis ihr physischer Körper nach dem Turnier der Quellen von Nokt befreit wurde.
- Zarkt (synchronisiert von Michael Adamthwaite) ist ein Mitglied der Verbannten Fünf. Er wurde zusammen mit seinen zwei Partnern aus dem Niemandsraum am Ende des Turniers der Quellen befreit.
- Kur (synchronisiert von Ashleigh Ball) ist die Elementarmeisterin des Zerfalls und ein Mitglied der Verbannten Fünf. Sie wurde zusammen mit ihren zwei Partnern aus dem Niemandsraum am Ende des Turniers der Quellen befreit.
- Drix (synchronisiert von Lee Tockar) ist der Elementarmeister des Schwarms und ein Mitglied der Verbannten Fünf. Er wurde zusammen mit seinen zwei Partnern aus dem Niemandsraum am Ende des Turniers der Quellen befreit.

### Bürger der Vereinten Welten
- Mr. Alfonzo Frohicky (meist nur Mr. Frohicky) (synchronisiert von Andrew McNee) war ein Bürger der Crossroads und Veranstalter mehrerer Ereignisse, wie das Mech-Master-5000-Wettrennen und der Kuchenback-Wettbewerb auf dem Crossroads-Jahrmarkt. Bevor die Ninja zum Tempel der Drachenenergie reisten, wurde er zum stellvertretenden Hüter des Klosters erklärt.
- Kreel (synchronisiert von Kelly Sheridan) ist eine ehrgeizige Bewohnerin der Vereinten Welten. Sie manipulierte beim Mech Master 5000-Wettrennen den Mech von Arin und Sora und entführte Labo, der das Rennen schließlich gewann.
- Labo (synchronisiert von Brian Drummond) (im Original Lobbo) ist ein kleiner fliegender Roboter, welcher am Mech Master 5000-Wettrennen teilnimmt.
- Arrakore (synchronisiert von Andrew McNee) ist der letzte aller Djinns. Aufgrund der Zerstörung seiner Heimat Djinnjago, von der nur noch ein Korn übrig blieb, verlor er die Hoffnung, woraufhin Nya und Sora ihm bewusst machten, dass nur Hoffnung sein Land zurückbringen kann.

- Agent Roderick Allen (synchronisiert von Michael Adamthwaite) ist ein Agent der Verwaltung, welcher Zane inhaftiert und Lloyd und Arin befragt hat, welche falsche Genehmigungen hatten. Er ist meist mit Agentin Underwood zu sehen.
- Agentin SsssSsss Underwood (synchronisiert von Rhona Rees) ist eine Hypnokobra und Agentin der Verwaltung, welche Zane inhaftiert und Lloyd und Arin befragt hat, welche falsche Genehmigungen hatten. Sie ist meist mit Agent Allen zu sehen.
- Agentin Denholt (synchronisiert von Kazumi Evans) ist eine Agentin der Verwaltung, welche mit Agent Karit den Drachenenergiekern aus dem Muttergarten in die Verwaltung brachte.
- Agent Karit (synchronisiert von Mark Hildreth) ist ein Agent der Verwaltung, welcher mit Agentin Denholt den Drachenenergiekern aus dem Muttergarten in die Verwaltung brachte.
- Unteragent Prentis (synchronisiert von Ian Hanlin) ist ein Agent der Verwaltung, welcher Kreaturen und Menschen aus dem Nicht-Raum zurück an ihren Ursprungsort bringt.
- Der kluge George (synchronisiert von Bill Newton) ist ein Verschwörungstheoretiker, der im Internet seine Theorien verbreitet.
- Fedulian (synchronisiert von Brian Drummond) ist ein hinterlistiger Händler für Antiquitäten, der mit Dorama kooperierte.

- Roby (synchronisiert von Ryan Beil) ist der aktuelle Turnierleiter des Turniers der Quellen. Während des Turniers verlieben Wyldfyre und er sich ineinander.
- Bleckt (synchronisiert von Vincent Tong) ist der Onkel von Roby und der ehemalige Minister des Hauptbuchs. Er schloss sich heimlich Lord Ras an, wurde jedoch von den Elementarmeistern enttarnt und aufgehalten.

## Deutsche Synchronisation
| Lloyd Montgomery Garmadon                 | Christian Zeiger              | Christian Zeiger                       | Christian Zeiger        | Christian Zeiger             | Christian Zeiger     | Christian Zeiger     | Christian Zeiger                  | Christian Zeiger                 | Christian Zeiger                | Christian Zeiger         | Christian Zeiger                 | Christian Zeiger                    | Christian Zeiger          | Christian Zeiger     | Christian Zeiger     | Christian Zeiger            | Christian Zeiger     | Christian Zeiger        |                    |                    |                |
| Kai                                       | Wanja Gerick                  | Wanja Gerick                           | Wanja Gerick            | Wanja Gerick                 | Wanja Gerick         | Wanja Gerick         | Wanja Gerick                      | Wanja Gerick                     | Wanja Gerick                    | Wanja Gerick             | Wanja Gerick                     | Jörn Linnenbröker                   | Jörn Linnenbröker         | Jörn Linnenbröker    | Jörn Linnenbröker    | Jörn Linnenbröker           | Wanja Gerick         | Wanja Gerick            |                    |                    |                |
| Cole                                      | Marcel Collé                  | Marcel Collé                           | Marcel Collé            | Marcel ColléDirk Stollberg 1 | Dirk Stollberg       | Dirk Stollberg       | Dirk Stollberg                    | Dirk Stollberg                   | Dirk Stollberg                  | Dirk Stollberg           | Dirk Stollberg                   | Dirk Stollberg                      | Dirk Stollberg            | Dirk Stollberg       | Dirk Stollberg       | Dirk Stollberg              | Dirk Stollberg       | Dirk Stollberg          | Dirk Stollberg     | Dirk Stollberg     | Dirk Stollberg |
| Jay                                       | Tobias Nath                   | Tobias Nath                            | Tobias Nath             | Tobias Nath                  | Tobias Nath          | Tobias Nath          | Tobias Nath                       | Sebastian Kluckert               | Sebastian Kluckert              | Sebastian Kluckert       | Sebastian Kluckert               | Sebastian Kluckert                  | Sebastian Kluckert        | Sebastian Kluckert   | Sebastian Kluckert   | Sebastian Kluckert          | Sebastian Kluckert   | Sebastian Kluckert      | Sebastian Kluckert | Sebastian Kluckert |                |
| Zane                                      | Robin Kahnmeyer               | Robin Kahnmeyer                        | Robin Kahnmeyer         | Robin Kahnmeyer              | Robin Kahnmeyer      | Robin Kahnmeyer      | Robin Kahnmeyer                   | Robin Kahnmeyer                  | Robin Kahnmeyer                 | Robin Kahnmeyer          | Robin Kahnmeyer                  | Timo Kinzel                         | Timo Kinzel               | Timo Kinzel          | Timo Kinzel          | Toni Michael Sattler        | Toni Michael Sattler | Toni Michael Sattler    |                    |                    |                |
| Nya                                       | Magdalena Turba               | Magdalena Turba                        | Magdalena Turba         | Magdalena Turba              | Magdalena Turba      | Magdalena Turba      | Magdalena Turba                   | Maria Koschny 2Magdalena Turba   | Magdalena Turba                 | Magdalena Turba          | Magdalena Turba                  | Magdalena Turba                     | Magdalena Turba           | Magdalena Turba      | Magdalena Turba      | Magdalena Turba             | Magdalena Turba      | Magdalena Turba         | Magdalena Turba    | Magdalena Turba    |                |
| Arin                                      |                               |                                        |                         |                              |                      |                      |                                   |                                  |                                 |                          |                                  |                                     |                           |                      |                      |                             | Maximilian Artajo    | Maximilian Artajo       |                    |                    |                |
| Sora                                      |                               |                                        |                         |                              |                      |                      |                                   |                                  |                                 |                          |                                  |                                     |                           |                      |                      |                             | Julia Bautz          | Julia Bautz             |                    |                    |                |
| Wyldfyre                                  |                               |                                        |                         |                              |                      |                      |                                   |                                  |                                 |                          |                                  |                                     |                           |                      |                      |                             | Magdalena Höfner     | Magdalena Höfner        |                    |                    |                |
| P.I.X.A.L.                                |                               |                                        | Claudia Gáldy           | Claudia Gáldy                | Claudia Gáldy        | Claudia Gáldy        | Claudia Gáldy                     | Claudia Gáldy                    | Claudia Gáldy                   | Claudia Gáldy            | Claudia Gáldy                    | Marieke Oeffinger                   | Marieke Oeffinger         | Marieke Oeffinger    | Marieke Oeffinger    | Marieke Oeffinger           |                      |                         |                    |                    |                |
| P.I.X.A.L.                                |                               |                                        |                         |                              |                      | Roman Wolko 3        |                                   |                                  |                                 |                          |                                  |                                     |                           |                      |                      |                             |                      |                         |                    |                    |                |
| Wu                                        | Eberhard Prüter               | Eberhard Prüter                        | Eberhard Prüter         | Hasso Zorn                   | Hasso Zorn           | Reinhard Scheunemann | Reinhard Scheunemann              | Reinhard Scheunemann             | Reinhard Scheunemann            | Reinhard Scheunemann     | Reinhard Scheunemann             | Reinhard Scheunemann                | Reinhard Scheunemann      | Reinhard Scheunemann | Reinhard Scheunemann | Reinhard Scheunemann        | Reinhard Scheunemann | Reinhard Scheunemann    |                    |                    |                |
| Wu                                        |                               |                                        |                         |                              |                      |                      |                                   | Anni C. Salander 4               | Jaro Haggège 5Marco Eßer 6      |                          | Luisa Wietzorek 5                |                                     |                           |                      |                      |                             |                      |                         |                    |                    |                |
| Garmadon                                  | Klaus-Dieter Klebsch          | Klaus-Dieter Klebsch                   | Klaus-Dieter Klebsch    | Klaus-Dieter Klebsch         | Klaus-Dieter Klebsch |                      | Klaus-Dieter Klebsch              | Klaus-Dieter Klebsch             | Klaus-Dieter Klebsch            | Klaus-Dieter Klebsch     |                                  |                                     |                           |                      |                      | Klaus-Dieter Klebsch        |                      |                         |                    |                    |                |
| Garmadon                                  | Tom Raczko 5                  |                                        |                         |                              |                      |                      |                                   |                                  | Felix Ebert 5                   |                          | Derya Akyol 5                    |                                     |                           |                      |                      |                             |                      |                         |                    |                    |                |
| Familienmitglieder                        |                               |                                        |                         |                              |                      |                      |                                   |                                  |                                 |                          |                                  |                                     |                           |                      |                      |                             |                      |                         |                    |                    |                |
| Misako Montgomery Garmadon                |                               | Joseline Gassen                        | Arianne Borbach         | Arianne Borbach              | Arianne Borbach      | Arianne Borbach      | Arianne Borbach                   | Arianne Borbach                  | Arianne Borbach                 | Arianne Borbach          |                                  |                                     | Kerstin Draeger           | Kerstin Draeger      | Kerstin Draeger      | Kerstin Draeger             |                      |                         |                    |                    |                |
| Erster Spinjitzu-Meister                  |                               |                                        |                         |                              |                      |                      |                                   |                                  | Rainer Gerlach                  | Engelbert von Nordhausen | Engelbert von Nordhausen         |                                     |                           |                      |                      |                             |                      |                         |                    |                    |                |
| Dr. Julien                                | unbekannt                     | Gerald Schaale                         |                         |                              |                      |                      |                                   | Hanns-Jörg Krumpholz             |                                 |                          |                                  |                                     |                           |                      |                      |                             |                      |                         |                    |                    |                |
| Ed Walker                                 | Uwe Büschken                  | Uwe Büschken                           | Dennis Schmidt-Foß      |                              |                      | Uwe Büschken         | Uwe Büschken                      |                                  |                                 |                          |                                  |                                     |                           |                      |                      |                             |                      |                         |                    |                    |                |
| Edna Walker                               | Marina Krogull                | Marina Krogull                         | Marina Krogull          |                              |                      | Marina Krogull       | Marina Krogull                    |                                  | Marina Krogull                  |                          |                                  |                                     |                           |                      |                      |                             |                      |                         |                    |                    |                |
| Lou                                       | Michael Pan                   | Michael Pan                            |                         |                              |                      |                      | Jaron Löwenberg                   |                                  |                                 |                          |                                  |                                     |                           |                      |                      |                             |                      |                         |                    |                    |                |
| Lilly                                     |                               |                                        |                         |                              |                      |                      |                                   |                                  |                                 |                          |                                  |                                     | Jessica Walther-Gabory    |                      |                      |                             |                      |                         |                    |                    |                |
| Ray                                       |                               |                                        |                         |                              |                      | Hans Hohlbein        | Peter Flechtner                   |                                  |                                 |                          |                                  |                                     |                           |                      | Peter Flechtner      |                             |                      |                         |                    |                    |                |
| Maya                                      |                               |                                        |                         |                              |                      |                      | Uschi Hugo                        |                                  |                                 |                          |                                  |                                     |                           |                      | Uschi Hugo           | Uschi Hugo                  |                      |                         |                    |                    |                |
| Wiederkehrende Verbündete                 |                               |                                        |                         |                              |                      |                      |                                   |                                  |                                 |                          |                                  |                                     |                           |                      |                      |                             |                      |                         |                    |                    |                |
| Dareth                                    |                               | Dennis Schmidt-Foß                     | Dennis Schmidt-Foß      | Dennis Schmidt-Foß           | Dennis Schmidt-Foß   | Dennis Schmidt-Foß   | Dennis Schmidt-Foß                | Dennis Schmidt-Foß               | Dennis Schmidt-Foß              | Dennis Schmidt-Foß       | Dennis Schmidt-Foß               | Andi Krösing                        |                           |                      | Andi Krösing         | Andi Krösing                |                      |                         |                    |                    |                |
| Mystaké                                   | unbekannt                     | unbekannt                              |                         | unbekannt                    |                      |                      |                                   | Philine Peters-Arnolds           | Philine Peters-Arnolds          |                          |                                  |                                     |                           |                      |                      |                             |                      |                         |                    |                    |                |
| Mystaké                                   |                               |                                        |                         |                              |                      |                      |                                   | Rieke Werner 7                   |                                 |                          |                                  |                                     |                           |                      |                      |                             |                      |                         |                    |                    |                |
| Cyrus Borg                                |                               |                                        | Olaf Reichmann          | Olaf Reichmann               | Olaf Reichmann       | Olaf Reichmann       | Olaf Reichmann                    |                                  |                                 |                          |                                  | Uwe Jellinek                        |                           |                      |                      | Uwe Jellinek                |                      |                         |                    |                    |                |
| Ronin                                     |                               |                                        |                         |                              | Oliver Siebeck       | Oliver Siebeck       | Oliver Siebeck                    |                                  | Oliver Siebeck                  |                          |                                  |                                     |                           | Oliver Siebeck       |                      | Oliver Siebeck              |                      |                         |                    |                    |                |
| Polizeichef                               |                               |                                        |                         |                              |                      | Jürgen Kluckert      |                                   | Jürgen Kluckert                  | Jürgen Kluckert                 | Rainer Gerlach           | Jürgen Kluckert                  | Jürgen Kluckert                     |                           |                      | Jürgen Kluckert      | Jürgen Kluckert             |                      |                         |                    |                    |                |
| Nelson                                    |                               |                                        |                         |                              |                      | Gerome Quantmeyer    |                                   |                                  |                                 |                          | Julia Blankenburg                |                                     |                           |                      | Sam Bauer            | Sam Bauer                   |                      |                         |                    |                    |                |
| Antonia                                   |                               |                                        |                         |                              |                      |                      |                                   |                                  |                                 |                          | Jodie Blank                      |                                     |                           |                      | Jodie Blank          | Alice Bauer                 |                      |                         |                    |                    |                |
| Kevin Kiesel                              |                               |                                        |                         |                              |                      |                      |                                   |                                  |                                 |                          | Arne Stephan                     |                                     |                           | Arne Stephan         | Arne Stephan         |                             |                      |                         |                    |                    |                |
| Mr. Alfonzo Frohicky                      |                               |                                        |                         |                              |                      |                      |                                   |                                  |                                 |                          |                                  |                                     |                           |                      |                      |                             | Michael Wiesner      | Michael Wiesner         |                    |                    |                |
| Skelette                                  |                               |                                        |                         |                              |                      |                      |                                   |                                  |                                 |                          |                                  |                                     |                           |                      |                      |                             |                      |                         |                    |                    |                |
| Samukai                                   | Uli Krohm 8                   | Uli Krohm 8                            | Uli Krohm 8             | Uli Krohm 8                  | Uli Krohm 8          | Uli Krohm 8          | Uli Krohm 8                       | Uli Krohm 8                      | Uli Krohm 8                     | Uli Krohm 8              | Uli Krohm 8                      | Uli Krohm 8                         | Uli Krohm 8               | Uli Krohm 8          | Uli Krohm 8          | Uli Krohm 8                 | Uli Krohm 8          | Uli Krohm 8             |                    |                    |                |
| Kruncha                                   | Jürgen Kluckert               | Jürgen Kluckert                        |                         | unbekannt                    |                      |                      |                                   |                                  |                                 |                          |                                  |                                     |                           |                      |                      |                             |                      |                         |                    |                    |                |
| Nuckal                                    | Bernhard Völger               | Bernhard Völger                        |                         | unbekannt                    |                      |                      |                                   |                                  |                                 |                          |                                  |                                     |                           |                      |                      |                             |                      |                         |                    |                    |                |
| Wyplash 26                                |                               |                                        |                         |                              |                      | unbekannt            |                                   |                                  |                                 |                          |                                  |                                     |                           |                      |                      |                             |                      |                         |                    |                    |                |
| Serpentinen                               |                               |                                        |                         |                              |                      |                      |                                   |                                  |                                 |                          |                                  |                                     |                           |                      |                      |                             |                      |                         |                    |                    |                |
| Pythor                                    | Klaus-Peter Grap              |                                        | Klaus-Peter Grap        | Klaus-Peter Grap             |                      |                      |                                   |                                  |                                 |                          |                                  |                                     |                           |                      |                      | Klaus-Peter Grap            |                      |                         |                    |                    |                |
| General Arcturus                          |                               |                                        |                         | Raimund Krone                |                      |                      |                                   |                                  |                                 |                          |                                  |                                     |                           |                      |                      |                             |                      |                         |                    |                    |                |
| Skales                                    | Rainer Fritzsche              | Rainer Fritzsche                       | Rainer Fritzsche        | Rainer Fritzsche             |                      |                      | Rainer Fritzsche                  |                                  |                                 |                          | Rainer Fritzsche                 |                                     |                           |                      |                      |                             |                      |                         |                    |                    |                |
| Slithraa                                  | Axel Lutter                   |                                        |                         |                              |                      |                      |                                   |                                  |                                 |                          |                                  |                                     |                           |                      |                      |                             |                      |                         |                    |                    |                |
| Fangtom                                   | Stefan Gossler                | Stefan Gossler                         | unbekannt               |                              |                      |                      |                                   |                                  |                                 |                          |                                  |                                     |                           |                      |                      |                             |                      |                         |                    |                    |                |
| Skalidor                                  | unbekanntAxel Lutterunbekannt | unbekanntAxel Lutterunbekannt          |                         |                              |                      |                      |                                   |                                  |                                 |                          |                                  |                                     |                           |                      |                      |                             |                      |                         |                    |                    |                |
| Acidicus                                  | unbekannt                     | unbekanntStefan GosslerKlaus Lochthove | Joachim Kaps            |                              |                      |                      |                                   |                                  |                                 |                          | Jesco Wirthgen                   |                                     |                           |                      |                      |                             |                      |                         |                    |                    |                |
| Steinsamurai                              |                               |                                        |                         |                              |                      |                      |                                   |                                  |                                 |                          |                                  |                                     |                           |                      |                      |                             |                      |                         |                    |                    |                |
| Ultraböses                                |                               | Tilo Schmitz                           | Axel Lutter             |                              |                      |                      |                                   |                                  |                                 |                          |                                  |                                     |                           |                      |                      | Christopher Groß            |                      |                         |                    |                    |                |
| Kozu                                      |                               | Ingo Albrecht                          |                         |                              |                      |                      |                                   |                                  |                                 |                          |                                  |                                     |                           |                      |                      |                             |                      |                         |                    |                    |                |
| Nindroiden                                |                               |                                        |                         |                              |                      |                      |                                   |                                  |                                 |                          |                                  |                                     |                           |                      |                      |                             |                      |                         |                    |                    |                |
| Cryptor                                   |                               |                                        | Thomas Schmuckert       |                              |                      |                      |                                   |                                  |                                 |                          |                                  |                                     |                           |                      |                      |                             |                      |                         |                    |                    |                |
| Mini-Droid                                |                               |                                        | Constantin Lücke        |                              |                      |                      |                                   |                                  |                                 |                          |                                  |                                     |                           |                      |                      |                             |                      |                         |                    |                    |                |
| Teilnehmer am Wettkampf der Elemente      |                               |                                        |                         |                              |                      |                      |                                   |                                  |                                 |                          |                                  |                                     |                           |                      |                      |                             |                      |                         |                    |                    |                |
| Skylor Chen                               |                               |                                        |                         | Julia Kaufmann               | Julia Kaufmann       | Julia Kaufmann       | Julia Kaufmann                    |                                  | Julia Kaufmann                  |                          |                                  |                                     |                           |                      |                      | Julia Kaufmann              |                      |                         |                    |                    |                |
| Karlof                                    |                               |                                        |                         | Tilo Schmitz                 |                      |                      | Tilo Schmitz                      |                                  | Tilo Schmitz                    |                          |                                  |                                     |                           |                      |                      |                             |                      |                         |                    |                    |                |
| Freddie Flink                             |                               |                                        |                         | Jeffrey Wipprecht            |                      |                      |                                   |                                  | Jeffrey Wipprecht               |                          |                                  |                                     |                           |                      |                      |                             |                      |                         |                    |                    |                |
| Shadow                                    |                               |                                        |                         | Jesco Wirthgen               |                      |                      |                                   |                                  | Felix Isenbügel                 |                          |                                  |                                     |                           |                      |                      |                             |                      |                         |                    |                    |                |
| Neuro                                     |                               |                                        |                         | Klaus Lochthove              |                      |                      |                                   |                                  | Klaus Lochthove                 |                          |                                  |                                     |                           |                      |                      |                             |                      | unbekannt               |                    |                    |                |
| Paleman                                   |                               |                                        |                         | Steven Merting               |                      |                      |                                   |                                  | Felix Isenbügel                 |                          |                                  |                                     |                           |                      |                      |                             |                      | Florian Clyde           |                    |                    |                |
| Tox                                       |                               |                                        |                         | kein Text im Deutschen       |                      |                      |                                   |                                  | unbekannt                       |                          |                                  |                                     |                           |                      |                      |                             |                      | Jenny van der Wall      |                    |                    |                |
| Jacob Pevsner                             |                               |                                        |                         | Nic Romm                     |                      |                      |                                   |                                  |                                 |                          |                                  |                                     |                           |                      |                      |                             |                      |                         |                    |                    |                |
| Bolobo                                    |                               |                                        |                         | Uwe JellinekAndreas Conrad   |                      |                      |                                   |                                  |                                 |                          |                                  |                                     |                           |                      |                      |                             |                      |                         |                    |                    |                |
| Chamille                                  |                               |                                        |                         | Sarah Kaltenborn             |                      |                      |                                   |                                  |                                 |                          |                                  |                                     |                           |                      |                      |                             |                      |                         |                    |                    |                |
| Ash                                       |                               |                                        |                         | Fabian Oscar Wien            |                      |                      |                                   |                                  |                                 |                          |                                  |                                     |                           |                      |                      |                             |                      |                         |                    |                    |                |
| Gravis                                    |                               |                                        |                         | Andreas Conrad               |                      |                      |                                   |                                  |                                 |                          |                                  |                                     |                           |                      |                      |                             |                      |                         |                    |                    |                |
| Frak                                      |                               |                                        |                         |                              |                      |                      |                                   |                                  |                                 |                          |                                  |                                     |                           |                      |                      |                             |                      | Tom Raczko              |                    |                    |                |
| Zur                                       |                               |                                        |                         |                              |                      |                      |                                   |                                  |                                 |                          |                                  |                                     |                           |                      |                      |                             |                      | Sebastian Borucki       |                    |                    |                |
| Chens Arbeiter                            |                               |                                        |                         |                              |                      |                      |                                   |                                  |                                 |                          |                                  |                                     |                           |                      |                      |                             |                      |                         |                    |                    |                |
| Meister Chen                              |                               |                                        |                         | Michael Pan                  | Michael Pan          |                      |                                   |                                  |                                 |                          |                                  |                                     |                           |                      |                      |                             |                      |                         |                    |                    |                |
| Clouse                                    |                               |                                        |                         | Ronald Nitschke              | Ronald Nitschke      | Ronald Nitschke      |                                   |                                  |                                 |                          |                                  |                                     |                           |                      |                      |                             |                      |                         |                    |                    |                |
| Zugu                                      |                               |                                        |                         | Sven Fechner                 |                      |                      |                                   |                                  |                                 |                          |                                  |                                     |                           |                      |                      |                             |                      |                         |                    |                    |                |
| Kapau                                     |                               |                                        |                         | Marcel Mann                  |                      |                      |                                   |                                  |                                 |                          |                                  |                                     |                           |                      |                      |                             |                      |                         |                    |                    |                |
| Chope                                     |                               |                                        |                         | Daniel Zillmann              |                      |                      |                                   |                                  |                                 |                          |                                  |                                     |                           |                      |                      |                             |                      |                         |                    |                    |                |
| Geister                                   |                               |                                        |                         |                              |                      |                      |                                   |                                  |                                 |                          |                                  |                                     |                           |                      |                      |                             |                      |                         |                    |                    |                |
| Morro                                     |                               |                                        |                         |                              | Julien Haggège       |                      | Julien Haggège                    |                                  |                                 |                          |                                  |                                     |                           |                      |                      |                             |                      |                         |                    |                    |                |
| Bansha                                    |                               |                                        |                         |                              | Anja Rybiczka        |                      |                                   |                                  |                                 |                          |                                  |                                     |                           |                      |                      |                             |                      |                         |                    |                    |                |
| Soul Archer                               |                               |                                        |                         |                              | Fabian Oscar Wien    |                      |                                   |                                  |                                 |                          |                                  |                                     |                           |                      |                      |                             |                      |                         |                    |                    |                |
| Wrayth                                    |                               |                                        |                         |                              | Heiko Akrap          |                      |                                   |                                  |                                 |                          |                                  |                                     |                           |                      |                      |                             |                      |                         |                    |                    |                |
| Ghoultar                                  |                               |                                        |                         |                              | Heiko Akrap          |                      |                                   |                                  |                                 |                          |                                  |                                     |                           |                      |                      |                             |                      |                         |                    |                    |                |
| Sensei Yang                               |                               |                                        |                         |                              | Raimund Krone        | Raimund Krone        |                                   |                                  |                                 |                          |                                  |                                     |                           |                      |                      |                             |                      |                         |                    |                    |                |
| Luftpiraten                               |                               |                                        |                         |                              |                      |                      |                                   |                                  |                                 |                          |                                  |                                     |                           |                      |                      |                             |                      |                         |                    |                    |                |
| Nadakhan                                  |                               |                                        |                         |                              |                      | Tayfun Bademsoy      |                                   |                                  |                                 | Tayfun Bademsoy          |                                  |                                     |                           |                      |                      |                             |                      |                         |                    |                    |                |
| Nadakhan                                  |                               |                                        |                         |                              | Olaf Reichmann 9     |                      |                                   |                                  |                                 |                          |                                  |                                     |                           |                      |                      |                             |                      |                         |                    |                    |                |
| Flintlocke                                |                               |                                        |                         |                              |                      | Fabian Oscar Wien    |                                   |                                  |                                 |                          |                                  |                                     |                           |                      |                      |                             |                      |                         |                    |                    |                |
| Dogshank                                  |                               |                                        |                         |                              |                      | Anja Rybiczka        |                                   |                                  |                                 |                          |                                  |                                     |                           |                      |                      |                             |                      |                         |                    |                    |                |
| Doubloon                                  |                               |                                        |                         |                              |                      | Originalstimme       |                                   |                                  |                                 |                          |                                  |                                     |                           |                      |                      |                             |                      |                         |                    |                    |                |
| Monkey Wretch                             |                               |                                        |                         |                              |                      | Originalstimme       |                                   |                                  |                                 |                          |                                  |                                     |                           |                      |                      |                             |                      |                         |                    |                    |                |
| Clancee                                   |                               |                                        |                         |                              |                      | Santiago Ziesmer     |                                   |                                  |                                 |                          |                                  |                                     |                           |                      |                      |                             |                      |                         |                    |                    |                |
| Khanjikhan                                |                               |                                        |                         |                              |                      | Freimut Götsch       |                                   |                                  |                                 |                          |                                  |                                     |                           |                      |                      |                             |                      |                         |                    |                    |                |
| Meister der Zeit und ihre Kommandanten    |                               |                                        |                         |                              |                      |                      |                                   |                                  |                                 |                          |                                  |                                     |                           |                      |                      |                             |                      |                         |                    |                    |                |
| Krux                                      |                               |                                        |                         |                              |                      |                      | Lutz Mackensy 10Stefan Staudinger |                                  |                                 |                          |                                  |                                     |                           |                      |                      |                             |                      |                         |                    |                    |                |
| Acronix                                   |                               |                                        |                         |                              |                      |                      | Marios Gavrilis                   |                                  |                                 |                          |                                  |                                     |                           |                      |                      |                             |                      |                         |                    |                    |                |
| Machia                                    |                               |                                        |                         |                              |                      |                      | Ulrike Stürzbecher                |                                  |                                 |                          |                                  |                                     |                           |                      |                      |                             |                      |                         |                    |                    |                |
| Raggmunk                                  |                               |                                        |                         |                              |                      |                      | Daniel Zillmann                   |                                  |                                 |                          |                                  |                                     |                           |                      |                      |                             |                      |                         |                    |                    |                |
| Blunck                                    |                               |                                        |                         |                              |                      |                      | Ricardo Richter                   |                                  |                                 |                          |                                  |                                     |                           |                      |                      |                             |                      |                         |                    |                    |                |
| Garmadons Motorrad-Gang                   |                               |                                        |                         |                              |                      |                      |                                   |                                  |                                 |                          |                                  |                                     |                           |                      |                      |                             |                      |                         |                    |                    |                |
| Harumi                                    |                               |                                        |                         |                              |                      |                      |                                   | Rieke Werner                     | Rieke Werner                    |                          |                                  | Sonja Spuhl                         |                           |                      |                      | Rieke Werner                |                      |                         |                    |                    |                |
| Harumi                                    |                               |                                        |                         |                              |                      |                      |                                   |                                  |                                 |                          |                                  |                                     |                           |                      | Daniel Schütter 11   |                             |                      |                         |                    |                    |                |
| Killow                                    |                               |                                        |                         |                              |                      |                      |                                   | Peter Sura                       | Peter Sura                      |                          | Peter Sura                       |                                     |                           |                      |                      |                             |                      |                         |                    |                    |                |
| Ultra Violet                              |                               |                                        |                         |                              |                      |                      |                                   | Sonja Spuhl                      | Sonja SpuhlAlice Bauer          |                          | Sonja Spuhl                      | Sonja Spuhl                         |                           |                      |                      | Sonja Spuhl                 |                      |                         |                    |                    |                |
| Mr. E                                     |                               |                                        |                         |                              |                      |                      |                                   | Originalstimme                   |                                 |                          |                                  |                                     |                           |                      |                      |                             |                      |                         |                    |                    |                |
| Luke Cunningham                           |                               |                                        |                         |                              |                      |                      |                                   | Christoph BankenChristian Intorp | Christoph Banken                |                          |                                  |                                     |                           |                      |                      |                             |                      |                         |                    |                    |                |
| Drachenjäger                              |                               |                                        |                         |                              |                      |                      |                                   |                                  |                                 |                          |                                  |                                     |                           |                      |                      |                             |                      |                         |                    |                    |                |
| Eisenbaron                                |                               |                                        |                         |                              |                      |                      |                                   |                                  | Frank Ciazynski                 |                          |                                  |                                     |                           |                      |                      |                             |                      |                         |                    |                    |                |
| Faith                                     |                               |                                        |                         |                              |                      |                      |                                   |                                  | Sven Gerhardt 12Birte Baumgardt | Birte Baumgardt          |                                  |                                     |                           |                      |                      |                             |                      |                         |                    |                    |                |
| Daddy                                     |                               |                                        |                         |                              |                      |                      |                                   |                                  | Dirk Bublies                    |                          |                                  |                                     |                           |                      |                      |                             |                      |                         |                    |                    |                |
| Maulie                                    |                               |                                        |                         |                              |                      |                      |                                   |                                  | Dennis Sandmann                 |                          |                                  |                                     |                           |                      |                      |                             |                      |                         |                    |                    |                |
| Jet-Jacky                                 |                               |                                        |                         |                              |                      |                      |                                   |                                  | Nora Kunzendorf                 |                          |                                  |                                     |                           |                      |                      |                             |                      |                         |                    |                    |                |
| Knautschie                                |                               |                                        |                         |                              |                      |                      |                                   |                                  | Lasse Dreyer                    |                          |                                  |                                     |                           |                      |                      |                             |                      |                         |                    |                    |                |
| Oni                                       |                               |                                        |                         |                              |                      |                      |                                   |                                  |                                 |                          |                                  |                                     |                           |                      |                      |                             |                      |                         |                    |                    |                |
| Omega                                     |                               |                                        |                         |                              |                      |                      |                                   |                                  |                                 | Sven Brieger             |                                  |                                     |                           |                      |                      |                             |                      |                         |                    |                    |                |
| Pyro-Schlangen                            |                               |                                        |                         |                              |                      |                      |                                   |                                  |                                 |                          |                                  |                                     |                           |                      |                      |                             |                      |                         |                    |                    |                |
| Aspheera                                  |                               |                                        |                         |                              |                      |                      |                                   |                                  |                                 |                          | Gundi Eberhard                   |                                     |                           |                      |                      | Gundi Eberhard              |                      |                         |                    |                    |                |
| Char                                      |                               |                                        |                         |                              |                      |                      |                                   |                                  |                                 |                          | Gerald Schaale                   |                                     |                           |                      |                      |                             |                      |                         |                    |                    |                |
| König Mambo V                             |                               |                                        |                         |                              |                      |                      |                                   |                                  |                                 |                          | Axel Lutter                      |                                     |                           |                      |                      |                             |                      |                         |                    |                    |                |
| Bevölkerung des Niemandslandes            |                               |                                        |                         |                              |                      |                      |                                   |                                  |                                 |                          |                                  |                                     |                           |                      |                      |                             |                      |                         |                    |                    |                |
| Eiskaiser                                 |                               |                                        |                         |                              |                      |                      |                                   |                                  |                                 |                          | Frank KirschgensRobin Kahnmeyer  |                                     |                           |                      |                      |                             |                      |                         |                    |                    |                |
| General Vex                               |                               |                                        |                         |                              |                      |                      |                                   |                                  |                                 |                          | Hans Bayer                       |                                     |                           |                      |                      |                             |                      |                         |                    |                    |                |
| Grimfax                                   |                               |                                        |                         |                              |                      |                      |                                   |                                  |                                 |                          | Lucas Wecker                     |                                     |                           |                      |                      |                             |                      |                         |                    |                    |                |
| Akita                                     |                               |                                        |                         |                              |                      |                      |                                   |                                  |                                 |                          | Nicole Hannak                    |                                     |                           |                      |                      |                             |                      |                         |                    |                    |                |
| Kataru                                    |                               |                                        |                         |                              |                      |                      |                                   |                                  |                                 |                          | Dirk Petrick                     |                                     |                           |                      |                      |                             |                      |                         |                    |                    |                |
| Sorla                                     |                               |                                        |                         |                              |                      |                      |                                   |                                  |                                 |                          | Margot RothweilerTraudel Sperber |                                     |                           |                      |                      |                             |                      |                         |                    |                    |                |
| Krag                                      |                               |                                        |                         |                              |                      |                      |                                   |                                  |                                 |                          | Rupert Markthaler                |                                     |                           |                      |                      |                             |                      |                         |                    |                    |                |
| Avatare und Helfer von Prime Empire       |                               |                                        |                         |                              |                      |                      |                                   |                                  |                                 |                          |                                  |                                     |                           |                      |                      |                             |                      |                         |                    |                    |                |
| Unagami                                   |                               |                                        |                         |                              |                      |                      |                                   |                                  |                                 |                          |                                  | Frank KirschgensRasmus Meyer-Loos 5 |                           |                      |                      |                             |                      |                         |                    |                    |                |
| Milton Mayer                              |                               |                                        |                         |                              |                      |                      |                                   |                                  |                                 |                          |                                  | Uwe Jellinek                        |                           |                      |                      |                             |                      |                         |                    |                    |                |
| Mechaniker                                |                               |                                        |                         |                              |                      | Thomas Schmuckert    |                                   | Thomas Schmuckert                |                                 |                          | Thomas Schmuckert                | Thomas Schmuckert                   |                           |                      |                      | Thomas Schmuckert           |                      |                         |                    |                    |                |
| Scott                                     |                               |                                        |                         |                              |                      |                      |                                   |                                  |                                 |                          |                                  | Johannes Semm                       |                           |                      |                      |                             |                      |                         |                    |                    |                |
| Okino                                     |                               |                                        |                         |                              |                      |                      |                                   |                                  |                                 |                          |                                  | Achim Buch                          |                           |                      |                      |                             |                      |                         |                    |                    |                |
| Fahrerin Sieben                           |                               |                                        |                         |                              |                      |                      |                                   |                                  |                                 |                          |                                  | Paulina Bachmann                    |                           |                      |                      | Paulina Bachmann            |                      |                         |                    |                    |                |
| Sushimi                                   |                               |                                        |                         |                              |                      |                      |                                   |                                  |                                 |                          |                                  | Patrick Giese                       |                           |                      |                      |                             |                      |                         |                    |                    |                |
| Bewohner und Besucher von Shintaro        |                               |                                        |                         |                              |                      |                      |                                   |                                  |                                 |                          |                                  |                                     |                           |                      |                      |                             |                      |                         |                    |                    |                |
| König Vangelis                            |                               |                                        |                         |                              |                      |                      |                                   |                                  |                                 |                          |                                  |                                     | Marko Bräutigam           |                      |                      | Marko Bräutigam             |                      |                         |                    |                    |                |
| Prinzessin Vania                          |                               |                                        |                         |                              |                      |                      |                                   |                                  |                                 |                          |                                  |                                     | Jenny Maria Meyer         |                      | Jenny Maria Meyer    |                             |                      |                         |                    |                    |                |
| Hailmar                                   |                               |                                        |                         |                              |                      |                      |                                   |                                  |                                 |                          |                                  |                                     | David Berton              |                      | David Berton         |                             |                      |                         |                    |                    |                |
| Hazza D’ur                                |                               |                                        |                         |                              |                      |                      |                                   |                                  |                                 |                          |                                  |                                     | Yannik RaissSascha Krüger |                      |                      |                             |                      |                         |                    |                    |                |
| Murtessa                                  |                               |                                        |                         |                              |                      |                      |                                   |                                  |                                 |                          |                                  |                                     | Cornelia Waibel           |                      |                      |                             |                      |                         |                    |                    |                |
| Murt                                      |                               |                                        |                         |                              |                      |                      |                                   |                                  |                                 |                          |                                  |                                     | Peter Sura                |                      |                      |                             |                      |                         |                    |                    |                |
| Gulch                                     |                               |                                        |                         |                              |                      |                      |                                   |                                  |                                 |                          |                                  |                                     | Andi Krösing              |                      |                      |                             |                      | Tobias John von Freyend |                    |                    |                |
| Gleck                                     |                               |                                        |                         |                              |                      |                      |                                   |                                  |                                 |                          |                                  |                                     | Jenny Maria Meyer         |                      |                      |                             |                      |                         |                    |                    |                |
| Fungus                                    |                               |                                        |                         |                              |                      |                      |                                   |                                  |                                 |                          |                                  |                                     | Stefan Bergel             |                      |                      |                             |                      |                         |                    |                    |                |
| Korgran                                   |                               |                                        |                         |                              |                      |                      |                                   |                                  |                                 |                          |                                  |                                     | Yannik Raiss              |                      |                      |                             |                      |                         |                    |                    |                |
| Plundar                                   |                               |                                        |                         |                              |                      |                      |                                   |                                  |                                 |                          |                                  |                                     | Alexander Merbeth         |                      |                      |                             |                      |                         |                    |                    |                |
| Bewohner und Besucher der Insel der Hüter |                               |                                        |                         |                              |                      |                      |                                   |                                  |                                 |                          |                                  |                                     |                           |                      |                      |                             |                      |                         |                    |                    |                |
| Mammatus                                  |                               |                                        |                         |                              |                      |                      |                                   |                                  |                                 |                          |                                  |                                     |                           | Wolfgang Berger      | Wolfgang Berger      |                             |                      |                         |                    |                    |                |
| Tingeli Tim                               |                               |                                        |                         |                              |                      |                      |                                   |                                  |                                 |                          |                                  |                                     |                           | Harald Effenberg     |                      | Harald Effenberg            |                      |                         |                    |                    |                |
| Merlopianer                               |                               |                                        |                         |                              |                      |                      |                                   |                                  |                                 |                          |                                  |                                     |                           |                      |                      |                             |                      |                         |                    |                    |                |
| Kalmaar                                   |                               |                                        |                         |                              |                      |                      |                                   |                                  |                                 |                          |                                  |                                     |                           |                      | Tim Knauer           |                             |                      |                         |                    |                    |                |
| Trimaar                                   |                               |                                        |                         |                              |                      |                      |                                   |                                  |                                 |                          |                                  |                                     |                           |                      | Bernd Vollbrecht     |                             |                      |                         |                    |                    |                |
| Benthomaar                                |                               |                                        |                         |                              |                      |                      |                                   |                                  |                                 |                          |                                  |                                     |                           |                      | Philip Süß           |                             |                      |                         |                    |                    |                |
| Gripe                                     |                               |                                        |                         |                              |                      |                      |                                   |                                  |                                 |                          |                                  |                                     |                           |                      | Daniel Welbat        |                             |                      |                         |                    |                    |                |
| Glutinous                                 |                               |                                        |                         |                              |                      |                      |                                   |                                  |                                 |                          |                                  |                                     |                           |                      | Sascha Krüger        |                             |                      |                         |                    |                    |                |
| Nyad                                      |                               |                                        |                         |                              |                      |                      |                                   |                                  |                                 |                          |                                  |                                     |                           |                      |                      | Paulina Bachmann            |                      |                         |                    |                    |                |
| Neue Ninja                                |                               |                                        |                         |                              |                      |                      |                                   |                                  |                                 |                          |                                  |                                     |                           |                      |                      |                             |                      |                         |                    |                    |                |
| Türkis-Ninja                              |                               |                                        |                         |                              |                      |                      |                                   |                                  |                                 |                          |                                  |                                     |                           |                      |                      | Vincent Fallow              |                      |                         |                    |                    |                |
| Lila Ninja                                |                               |                                        |                         |                              |                      |                      |                                   |                                  |                                 |                          |                                  |                                     |                           |                      |                      | Sam Bauer                   |                      |                         |                    |                    |                |
| Orangener Ninja                           |                               |                                        |                         |                              |                      |                      |                                   |                                  |                                 |                          |                                  |                                     |                           |                      |                      | Manuela Eifrig              |                      |                         |                    |                    |                |
| Rosa Ninja                                |                               |                                        |                         |                              |                      |                      |                                   |                                  |                                 |                          |                                  |                                     |                           |                      |                      | Robert Knorr                |                      |                         |                    |                    |                |
| Krallen des Imperiums                     |                               |                                        |                         |                              |                      |                      |                                   |                                  |                                 |                          |                                  |                                     |                           |                      |                      |                             |                      |                         |                    |                    |                |
| Beatrix                                   |                               |                                        |                         |                              |                      |                      |                                   |                                  |                                 |                          |                                  |                                     |                           |                      |                      |                             | Victoria Frenz       |                         |                    |                    |                |
| Ras                                       |                               |                                        |                         |                              |                      |                      |                                   |                                  |                                 |                          |                                  |                                     |                           |                      |                      |                             | Dirk Bublies         | Dirk Bublies            |                    |                    |                |
| Rapton                                    |                               |                                        |                         |                              |                      |                      |                                   |                                  |                                 |                          |                                  |                                     |                           |                      |                      |                             | Tommy Morgenstern    | Tommy Morgenstern       |                    |                    |                |
| Wolfsclan                                 |                               |                                        |                         |                              |                      |                      |                                   |                                  |                                 |                          |                                  |                                     |                           |                      |                      |                             |                      |                         |                    |                    |                |
| Cinder                                    |                               |                                        |                         |                              |                      |                      |                                   |                                  |                                 |                          |                                  |                                     |                           |                      |                      |                             |                      | Fabian Oscar Wien       |                    |                    |                |
| Jordana                                   |                               |                                        |                         |                              |                      |                      |                                   |                                  |                                 |                          |                                  |                                     |                           |                      |                      |                             | Samina König         | Samina König            |                    |                    |                |
| Verbannte Fünf                            |                               |                                        |                         |                              |                      |                      |                                   |                                  |                                 |                          |                                  |                                     |                           |                      |                      |                             |                      |                         |                    |                    |                |
| Nokt                                      |                               |                                        |                         |                              |                      |                      |                                   |                                  |                                 |                          |                                  |                                     |                           |                      |                      |                             |                      | Martin Sabel            |                    |                    |                |
| Rox                                       |                               |                                        |                         |                              |                      |                      |                                   |                                  |                                 |                          |                                  |                                     |                           |                      |                      |                             |                      | Peggy Pollow            |                    |                    |                |
| Zarkt                                     |                               | Thomas Schmuckert                      |                         |                              |                      |                      |                                   |                                  |                                 |                          |                                  |                                     |                           |                      |                      |                             |                      |                         |                    |                    |                |
| Bürger von Ninjago                        |                               |                                        |                         |                              |                      |                      |                                   |                                  |                                 |                          |                                  |                                     |                           |                      |                      |                             |                      |                         |                    |                    |                |
| Captain Soto                              |                               | Viktor Neumann                         |                         | Constantin Lücke             |                      | Detlef Bierstedt     |                                   |                                  |                                 |                          |                                  | Constantin Lücke                    |                           |                      |                      |                             |                      |                         |                    |                    |                |
| Briefträger                               | Klaus-Peter GrapMichael Pan   | Klaus-Peter Grap                       | Michael PanUwe Jellinek |                              | unbekannt            | unbekannt            |                                   | Peter Lontzek                    | unbekannt                       |                          |                                  |                                     | Stefan Bergel             |                      |                      |                             |                      |                         |                    |                    |                |
| Noble                                     |                               | Thomas Hailerunbekannt                 |                         | Andreas Conrad               |                      | Uwe Jellinek         |                                   | Roman Kretschmer                 |                                 | Marko Bräutigam          | Marko Bräutigam                  | Sascha Oliver Bauer                 |                           |                      |                      | Sascha Oliver Bauer         |                      |                         |                    |                    |                |
| Tina Tratsch                              |                               | Cathlen Gawlich                        |                         |                              |                      | Daniela Molina       | Daniela Molina                    | Daniela Molina                   | Daniela Molina                  | Daniela Molina           | Daniela Molina                   |                                     |                           |                      | Daniela Molina       | Daniela MolinaMalin Steffen |                      |                         |                    |                    |                |
| Fred Finely                               |                               |                                        |                         |                              |                      |                      |                                   |                                  |                                 |                          | Rainer Doering                   | Martin Sabel                        |                           |                      |                      |                             |                      |                         |                    |                    |                |
| Dan Weißviel                              |                               |                                        |                         |                              |                      |                      |                                   |                                  |                                 |                          | Matthias Klages                  |                                     |                           |                      |                      |                             |                      |                         |                    |                    |                |
| Vinny Folson                              | Bernhard Völger               | Konrad Bösherz                         |                         |                              |                      |                      |                                   |                                  |                                 | Tim Sander               | Tim Sander                       |                                     |                           |                      |                      | Tim Sander                  |                      |                         |                    |                    |                |
| Flüchtigal                                |                               |                                        |                         |                              |                      |                      |                                   |                                  |                                 |                          | Lasse Dreyer                     | Sam Bauer                           |                           |                      |                      | Sam Bauer                   |                      |                         |                    |                    |                |
| Rufus MacCallister                        |                               | Olaf ReichmannViktor Neumann           |                         | unbekannt                    |                      |                      |                                   |                                  | Marko Bräutigam                 |                          |                                  |                                     |                           |                      |                      |                             |                      |                         |                    |                    |                |
| Patty Keys                                |                               | Heike Schroetter                       |                         |                              | unbekannt            | unbekannt            |                                   |                                  |                                 |                          |                                  |                                     |                           |                      | Heike Schroetter     |                             |                      |                         |                    |                    |                |
| Siegfried Puttmann                        |                               |                                        |                         |                              |                      |                      |                                   |                                  |                                 |                          | André Bayer                      |                                     |                           | André Beyer          | André Beyer          |                             |                      |                         |                    |                    |                |
| Smythe                                    |                               |                                        |                         |                              |                      |                      |                                   |                                  |                                 |                          | Mario Klischies                  |                                     |                           |                      | Robin Brosch         |                             |                      |                         |                    |                    |                |
| Percy Shippelton                          |                               |                                        |                         |                              |                      |                      |                                   |                                  |                                 |                          | unbekannt                        |                                     |                           |                      | Gerald Schaale       |                             |                      |                         |                    |                    |                |
| Dennis                                    |                               |                                        |                         |                              |                      |                      |                                   |                                  |                                 |                          | Patrick Baehr                    |                                     |                           | Marco Eßer           |                      | Marco Eßer                  |                      |                         |                    |                    |                |
| Sammy                                     |                               |                                        |                         |                              |                      |                      |                                   |                                  |                                 |                          | Dirk Petrick                     | Sascha Krüger                       |                           |                      | Arlette Stanschus    | Arlette Stanschus           |                      |                         |                    |                    |                |
| Jake                                      |                               |                                        |                         |                              |                      |                      |                                   |                                  |                                 |                          | Constantin Lücke                 |                                     |                           |                      |                      | Sam Bauer                   |                      |                         |                    |                    |                |
| Ulrich von Ungemütlich                    |                               |                                        |                         |                              |                      |                      |                                   |                                  |                                 |                          |                                  |                                     |                           |                      |                      | Marco Kröger                |                      |                         |                    |                    |                |
| Wilhelm Harrie Knallhart                  |                               |                                        |                         |                              |                      |                      |                                   |                                  |                                 |                          |                                  |                                     |                           |                      |                      | Tim Grobe                   |                      |                         |                    |                    |                |
| Hounddog McBrag                           |                               |                                        |                         |                              |                      |                      |                                   |                                  |                                 |                          |                                  |                                     |                           |                      |                      | Martin Sabel                |                      |                         |                    |                    |                |
| Bürger der Crossroads                     |                               |                                        |                         |                              |                      |                      |                                   |                                  |                                 |                          |                                  |                                     |                           |                      |                      |                             |                      |                         |                    |                    |                |
| Kreel                                     |                               |                                        |                         |                              |                      |                      |                                   |                                  |                                 |                          |                                  |                                     |                           |                      |                      |                             | Anja Nestler         | Anja Nestler            |                    |                    |                |
| Labo                                      |                               |                                        |                         |                              |                      |                      |                                   |                                  |                                 |                          |                                  |                                     |                           |                      |                      |                             | Tim Huber            |                         |                    |                    |                |
| Kluger George                             |                               |                                        |                         |                              |                      |                      |                                   |                                  |                                 |                          |                                  |                                     |                           |                      |                      |                             |                      | Lucas Wecker            |                    |                    |                |
| Fedulian                                  |                               |                                        |                         |                              |                      |                      |                                   |                                  |                                 |                          |                                  |                                     |                           |                      |                      |                             |                      | Michael Kühl            |                    |                    |                |
| Agent Roderick Allen                      |                               |                                        |                         |                              |                      |                      |                                   |                                  |                                 |                          |                                  |                                     |                           |                      |                      |                             | Alexander Gier       | Alexander Gier          |                    |                    |                |
| Agentin SsssSsss Underwood                |                               |                                        |                         |                              |                      |                      |                                   |                                  |                                 |                          |                                  |                                     |                           |                      |                      |                             | Bettina Kenney       | Bettina Kenney          |                    |                    |                |
| Agentin Denholt                           |                               |                                        |                         |                              |                      |                      |                                   |                                  |                                 |                          |                                  |                                     |                           |                      |                      |                             | Sarah Alles          |                         |                    |                    |                |
| Agent Karit                               |                               |                                        |                         |                              |                      |                      |                                   |                                  |                                 |                          |                                  |                                     |                           |                      |                      |                             | Michael Kühl         |                         |                    |                    |                |
| Unteragent Prentis                        |                               |                                        |                         |                              |                      |                      |                                   |                                  |                                 |                          |                                  |                                     |                           |                      |                      |                             | Heiko Akrap          |                         |                    |                    |                |
| Roby                                      |                               |                                        |                         |                              |                      |                      |                                   |                                  |                                 |                          |                                  |                                     |                           |                      |                      |                             |                      | Dirk Petrick            |                    |                    |                |
| Bleckt                                    |                               |                                        |                         |                              |                      |                      |                                   |                                  |                                 |                          |                                  |                                     |                           |                      |                      |                             |                      | Matthias Klages         |                    |                    |                |